# Apolo
Apolo (em grego: Ἀπόλλων; romaniz.: Apóllōn, ou Ἀπέλλων, transl. Apellōn) é uma das divindades principais da mitologia greco-romana, um dos deuses olímpicos. Filho de Zeus e Leto, e irmão gêmeo de Ártemis, possuía muitos atributos e funções, e possivelmente depois de Zeus foi o deus mais influente e venerado dentre todos os da Antiguidade clássica. As origens de seu mito são obscuras, mas no tempo de Homero já era de grande importância, sendo um dos mais citados na Ilíada. Era descrito como o deus da divina distância, que ameaçava ou protegia desde o alto dos céus, sendo identificado como o sol e a luz da verdade. Fazia os homens conscientes de seus pecados e era o agente de sua purificação ritual; presidia sobre as leis da Religião e sobre as constituições das cidades, era o símbolo da inspiração profética e artística, sendo o patrono do mais famoso oráculo da Antiguidade, o Oráculo de Delfos, e líder das musas. Era temido pelos outros deuses e somente seu pai e sua mãe podiam contê-lo. Era o deus da morte súbita, das pragas e doenças, mas também o deus da cura e da proteção contra as forças malignas. Além disso era o deus da Beleza, da Perfeição, da Harmonia, do Equilíbrio e da Razão, o iniciador dos jovens no mundo dos adultos, estava ligado à Natureza, às ervas e aos rebanhos, e era protetor dos pastores, marinheiros e arqueiros. Embora tenha tido inúmeros amores, foi infeliz nesse terreno, mas teve vários filhos. Foi representado numerosas vezes desde a Antiguidade até o presente, geralmente como um homem jovem, nu e imberbe, no auge de seu vigor, às vezes com um manto, um arco e uma aljava de flechas, ou uma lira, e com algum de seus animais simbólicos, como a serpente, o corvo ou o grifo.
Apolo foi identificado sincreticamente com grande número de divindades maiores e menores nos seus vários locais de culto, e sobreviveu veladamente ao longo do florescimento do cristianismo primitivo, que se apropriou de vários de seus atributos para adornar seus próprios personagens sagrados, como Cristo e o arcanjo São Miguel. Entretanto, na Idade Média Apolo foi identificado pelos cristãos muitas vezes com o Demônio. Mas desde a associação de Apolo com o poder profano pelo imperador romano Augusto se originou um poderoso imaginário simbólico de sustentação ideológica do imperialismo das monarquias e da glória pessoal dos reis e príncipes. Seu mito tem sido trabalhado ao longo dos séculos por filósofos, artistas e outros intelectuais para a interpretação e ilustração de uma variedade de aspectos da vida humana, da sociedade e de fenômenos da Natureza, e sua imagem continua presente de uma grande variedade de formas nos dias de hoje. Até mesmo seu culto, depois de um olvido de séculos, foi recentemente ressuscitado por correntes do neopaganismo.

## Origens

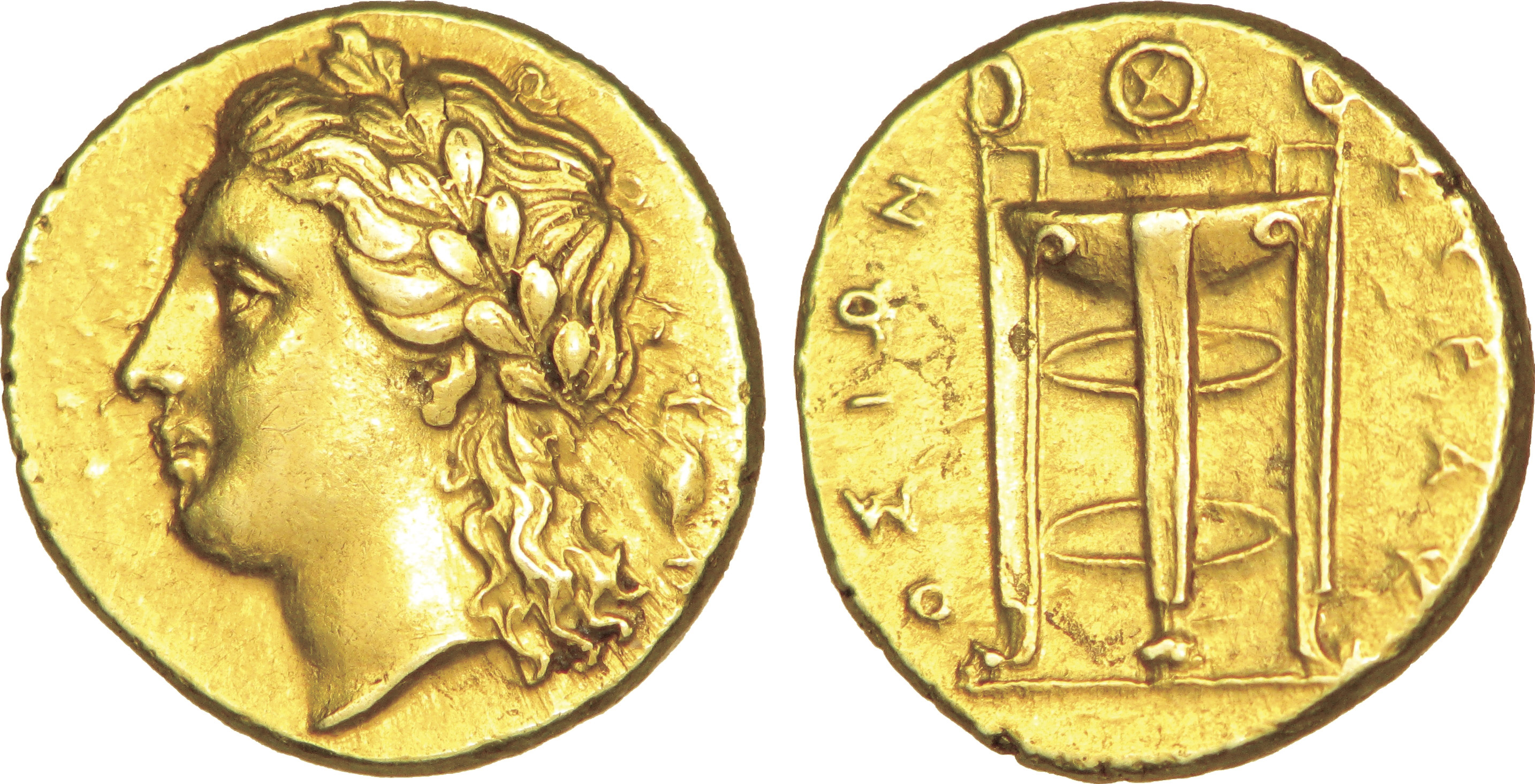
Moeda de Siracusa de 25 litras, em eletro, com efígie de Apolo e uma trípode, símbolo do seu oráculo

Era chamado pelos gregos de Apollon ou Apellon, pelos romanos de Apollo e pelos etruscos de Apulu ou Aplu. A origem do nome Apolo é incerta, bem como a de seu mito. Apolo é um nome que não tem paralelos claros em outras línguas indo-europeias, e é o único deus olímpico que não figura nas cerca de mil tabuletas conhecidas escritas em Linear B, uma fonte de dados sobre a Grécia na Idade do Bronze. Embora essa omissão possa ser apenas casual e achados arqueológicos futuros possam trazer outras conclusões, em termos estatísticos permanece uma evidência significativa, o que aponta para uma origem possivelmente oriental e uma chegada à Grécia em período relativamente tardio. Graf sugere as seguintes hipóteses para sua origem: ele pode ter sido uma divindade indo-europeia, presente mas não documentada na Idade do Bronze grega, ou foi introduzido após a Idade das Trevas grega, ou proveio do Oriente Próximo, possivelmente da Anatólia ou da região semita.
Para Plotino seu nome significava a negação da pluralidade: "não-muitos" (a-poli), acrescentando que para os pitagóricos significava o Uno. Plutarco seguia nessa linha dizendo que os pitagóricos associavam nomes divinos aos números, e que a Mônada era identificada com Apolo. Platão também pensava de forma semelhante, ligando Apolo com "o simples", e "o verdadeiro". Burkert sugeriu que deriva de "manter uma assembleia sagrada", o que Nagy considerou plausível, baseado no que Hesíquio de Alexandria também referira, mas essa etimologia foi rejeitada por Frisk, Chantraine e Dietrich, que consideram a origem do nome simplesmente desconhecida. Bernal apresentou a hipótese de que derivou de Hórus, deus solar egípcio, através de adaptações fonéticas intermédias na Fenícia. Heródoto dizia que Apolo e Hórus eram o mesmo deus.

## Seu mito
Como devo te cantar, tu que por tudo que és mereces o louvor?— Homero, Hino a Apolo

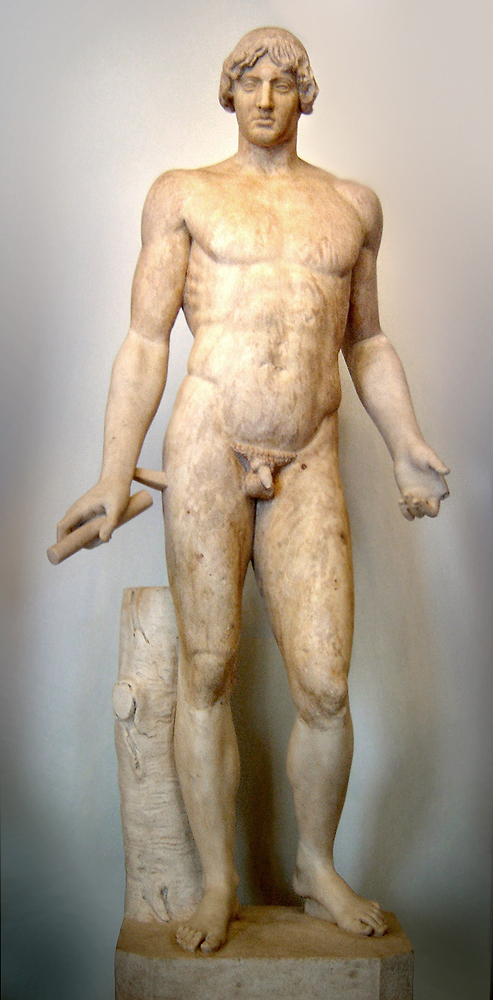
Cálamis: Apolo do Ônfalo ou Apolo Alexícaco (o que afasta o mal), cópia romana de original do século V a.C., Museus Capitolinos

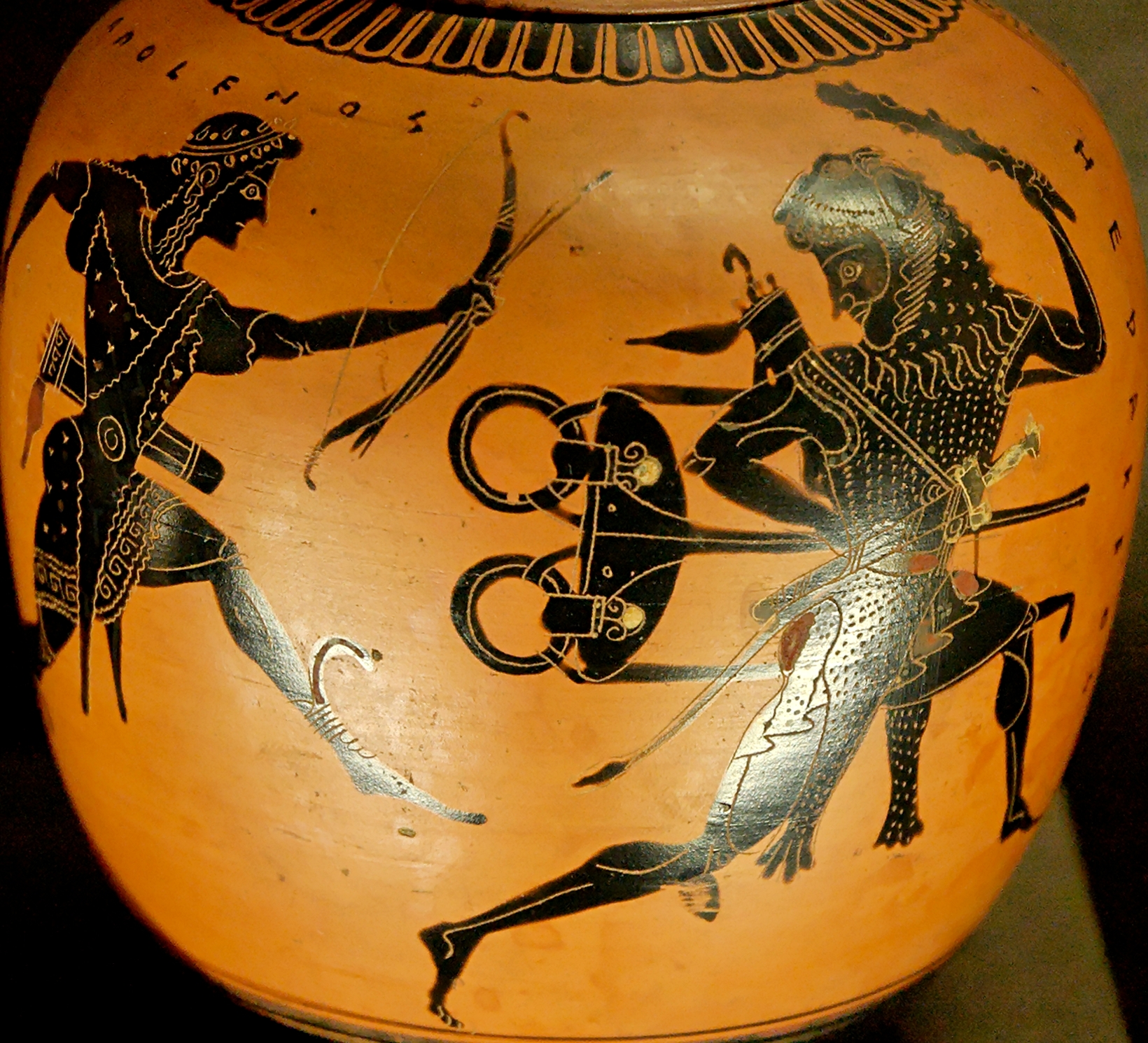
Apolo e Hércules disputando a trípode, pintura em vaso do Pintor de Taleides, c. Museu do Louvre

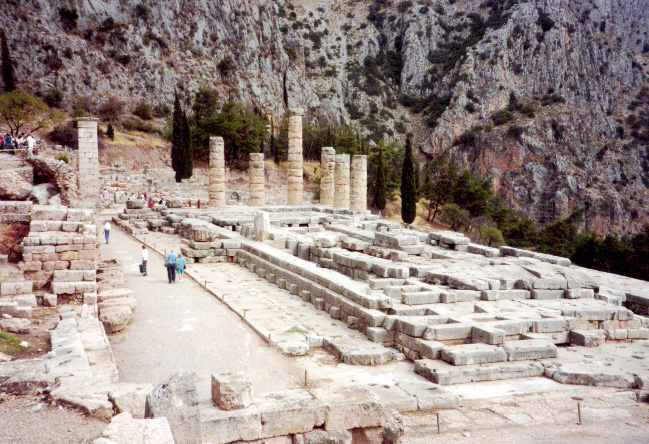
Ruínas do Templo de Apolo em Delfos

As primeiras referências literárias a Apolo se encontram em Homero, na própria fundação da literatura grega. E neste momento o deus já aparecia tão carregado de atributos que o poeta considerava difícil escolher por onde começar seu elogio. Como fica evidente, apesar das incertezas sobre a origem do mito e da ausência de documentação anterior, no século VIII a.C. ele já estava consolidado. Apolo é citado na Odisseia, é o foco de um dos Hinos Homéricos, e é um dos deuses protagonistas na Ilíada, e dessas fontes provêm as primeiras descrições de sua história.
Na Ilíada Apolo se coloca contra os gregos, e luta pelos troianos. Ele surge para vingar o ultraje a seu sacerdote Crises, cuja filha Criseida havia sido capturada por Agamemnon, e já aparece mostrando algumas das facetas de seu caráter, a belicosidade e violência de que era capaz, e seus atributos de causador e curador de doenças, semeando a peste entre os soldados gregos, e derramando sobre eles seus raios de fogo como uma chuva de flechas certeiras. Para aplacá-lo, não apenas Criseida foi devolvida a seu pai, mas os gregos tiveram de oferecer ao deus "uma perfeita hecatombe de touros e cordeiros", além de cantos e danças. Satisfeito, suspendeu a praga. Também Apolo foi o responsável pelo antagonismo entre Agamemnon e Aquiles, protegeu os heróis troianos Pandaros, Páris e Eneias, e também Heitor enquanto pôde, frustrou as investidas de Pátroclo, Diomedes e Aquiles, e foi quem conduziu a flecha de Páris que matou Aquiles. Quando Glauco foi ferido por uma flecha de Teucros, orou para Apolo, que imediatamente fechou a ferida e devolveu-lhe as forças. Macaon e Podalírio, dois filhos de Esculápio, um dos filhos de Apolo, também estavam presentes na batalha. Foi quem curou as feridas de Sarpedon, foi o instrumento de Zeus para evitar a profanação do corpo do guerreiro quando este foi morto, e velou pelo corpo de Heitor. Na Ilíada, Apolo também aparece como o deus da música, tocando sua lira para o deleite dos imortais, e como o guardião dos cavalos de Eumelo, e do gado de Laomedonte.
No Hino a Apolo, Homero descreveu desde seu nascimento em Delos até sua apoteose em Delfos. O hino abre mostrando Apolo já adulto, como o arqueiro sublime, entrando no palácio dos deuses e inspirando o temor em todos. Leto, sua mãe, o recebe e conduz ao seu assento entre os imortais, enquanto que seu pai Zeus lhe dá as boas-vindas, junto com os outros deuses. Depois o poeta passa a descrever as circunstâncias de seu nascimento. Leto, uma ninfa filha do titã Céos, foi amada por Zeus e engravidou de Apolo e Ártemis. Hera, esposa legítima de Zeus, descobriu o romance e voltou sua ira para Leto, que se viu impelida em uma longa peregrinação para encontrar um lugar onde pudesse dar à luz, sempre perseguida pela serpente Píton, posta em seu encalço. Parando na ilha de Ortígia, deu à luz Ártemis, mas só encontrou abrigo enfim em uma ilha flutuante, Delos, pois Hera ordenara a Gaia, a terra, que não oferecesse nenhum lugar de repouso para Leto. Ao pisar na ilha, Leto falou-lhe implorando que a recebesse, e fazendo o grande juramento em nome do Estige, prometeu-lhe erguer um templo e consagrá-la a seu filho, com o que a ilha aquiesceu à sua súplica. Entretanto, mesmo assistida pelas deusas Dione, Reia, Icneia, Têmis e Anfitrite, por nove dias e nove noites Leto sofreu as dores do parto sem que Apolo nascesse, uma vez que Hera havia impedido Ilícia, a deusa dos partos, de socorrê-la. Mas as deusas finalmente enviaram Íris, a mensageira dos deuses, para que seduzisse Ilícia com a oferta de um magnífico colar de ouro e âmbar de nove cúbitos de comprimento, e assim, antes que Hera protestasse, carregada pela veloz Íris ela desceu do Olimpo para ajudar Leto, e logo Apolo nasceu. O infante foi então banhado pelas deusas, envolto em faixas e ornado com uma coroa de ouro. Antes que mamasse em sua mãe, Têmis deu-lhe de beber o néctar dos deuses, e fê-lo comer a ambrosia divina, conferindo-lhe a imortalidade. Imediatamente tornou-se adulto, soltou-se das faixas, bradou reivindicando a lira e o arco, e declarou-se o porta-voz da vontade de Zeus. Sua luz refulgiu, e Delos floresceu em ouro.
Em seguida Homero o mostra de novo no Olimpo, tocando sua lira e presidindo o coro das Musas, e logo o faz descer do céu e percorrer a Terra, procurando onde fundar seu culto. Chegando junto à fonte Telfusa, viu que era um local sobremaneira aprazível para erguer um templo e estabelecer um oráculo, mas a fonte advertiu-o que ali os homens ergueriam uma cidade barulhenta e não lhe dariam a devida atenção, e sugeriu que ele fundasse seu oráculo nas silenciosas encostas do monte Parnaso, o que ele fez, não sem antes matar o monstro Tífon, filho partenogênico de Hera, que ali vivia devastando a região, e a serpente Píton, que perseguira sua mãe. Em seguida procurou seus primeiros sacerdotes. Disfarçado de delfim, capturou um navio cretense e levou seus marinheiros para o sítio que escolhera, impondo-lhes a obediência, dando-lhes a direção do templo e do oráculo e prescrevendo os rituais que deviam ser realizados. Por ter-se revelado a eles sob a forma de um delfim, disse que deveria ser invocado sob o epíteto de Apolo Delfínio, e o oráculo se chamaria Oráculo de Delfos.
Em sua Teogonia, Hesíodo, mais ou menos contemporâneo de Homero, fez apenas uma breve alusão a Apolo, mas outros autores depois deles deram versões alternativas para sua história. Diversas localidades reivindicaram o privilégio de ser seu local de nascimento: Éfeso, Tegyra, Zoster e Creta. Os egípcios e Cícero diziam que ele era filho de Ísis e Dionísio, e foi identificado também com os deuses solares Febo e Hélios, o egípcio Hórus, o Aplu etrusco e o Mitra oriental. Dizia-se que ele nascera em um dia sete, ou que nascera de sete meses, e por isso o número sete lhe era sagrado. Os dias sete de todos os meses lhe eram dedicados com sacrifícios, e seus festivais caíam geralmente num dia sete. Era membro do concílio dos deuses principais no Olimpo, tinha o sol como sua carruagem e como regente das Musas residia também no monte Parnaso, em cuja base estava seu principal oráculo. Os animais a ele associados eram a serpente, o lobo, o delfim e o corvo, alguns autores acrescentam o cisne, o abutre e o grifo, e era amiúde representado com o arco e flechas, ou com a lira. Sua planta sagrada era o loureiro, com cujas folhas eram confeccionadas as coroas dos vencedores dos Jogos atléticos.

## Evolução e interpretações do mito

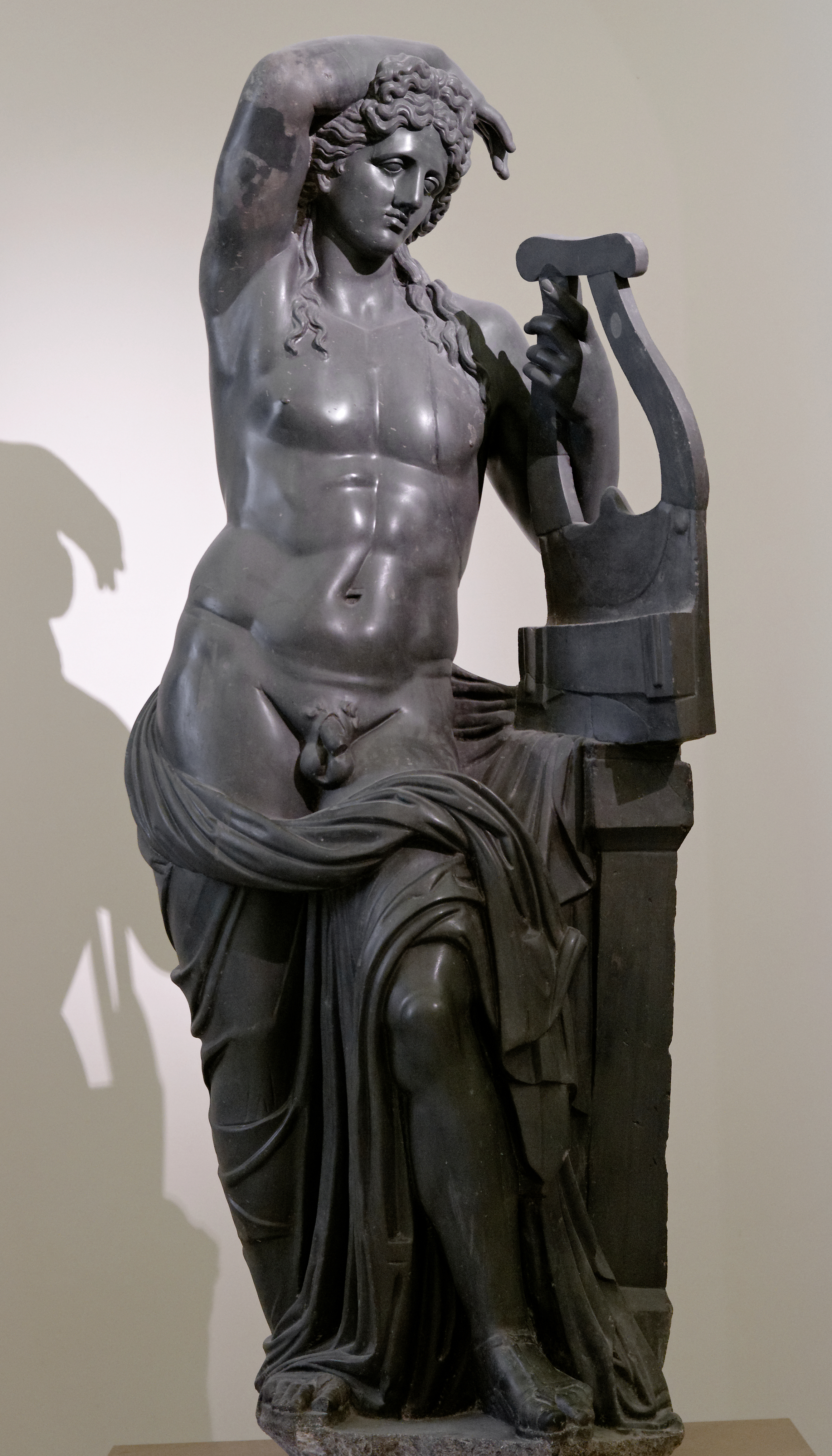
Apolo com a cítara. O braço erguido sobre a cabeça significa convencionalmente que o deus está inspirado. Cópia romana do Apolo de Cirene hoje no Museu Arqueológico Nacional de Nápoles, uma variante do Apolo Liceu.

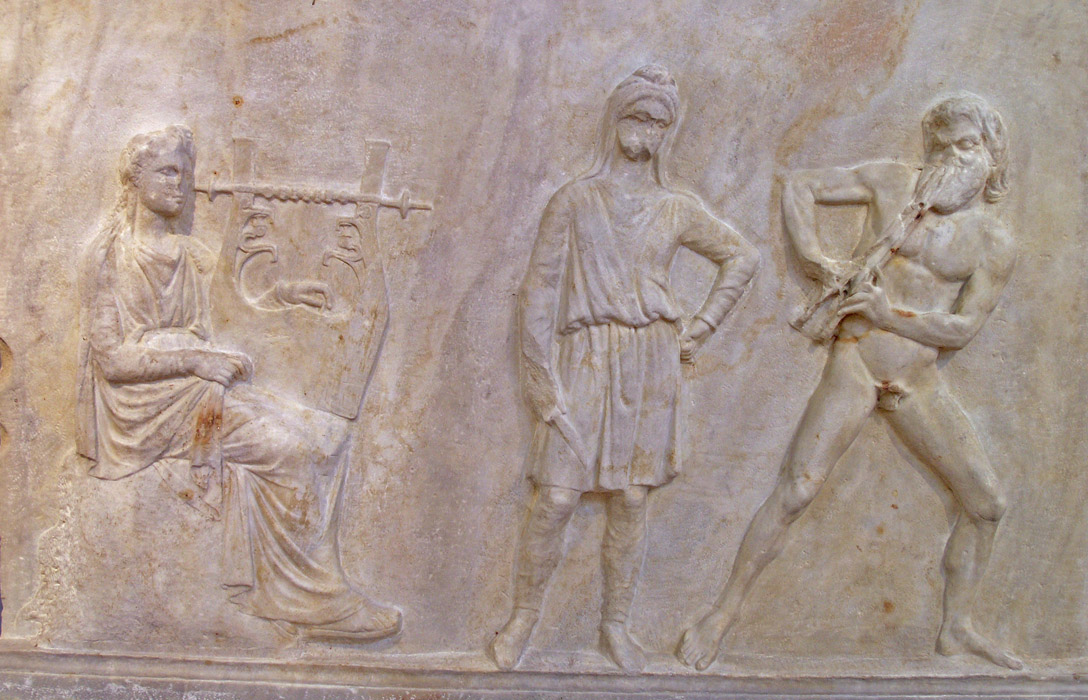
Relevo da Base de Mantineia mostrando a competição musical entre Apolo e o sátiro Mársias, que perdeu e acabou esfolado vivo como punição por seu orgulho desmedido. século IV a.C., Museu Arqueológico Nacional de Atenas.

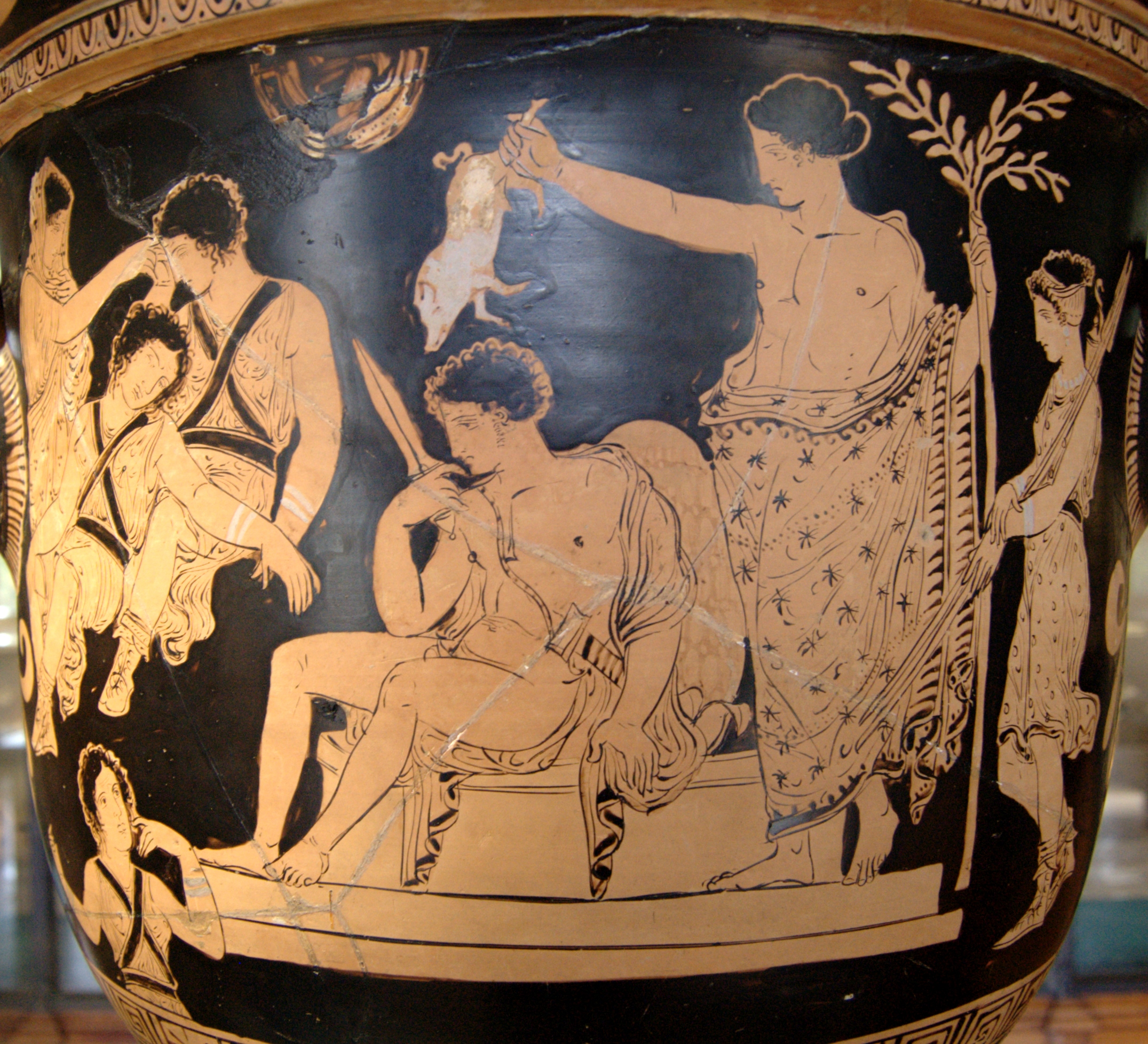
Apolo purificando Orestes com o sangue de um porco, pintura em vaso, c. Museu do Louvre.

Como se lê em Homero, os primeiros de seus atributos foram o da morte súbita com suas flechas infalíveis, a música, a vingança e punição de violações da lei sagrada, o causador de doenças, e apenas secundariamente curador. Com o passar do tempo seu mito foi sendo enriquecido, e a enorme quantidade de epítetos que foram associados a seu nome o prova. Seu caráter primitivo, marcado pela violência, tornou-se mais brando, e ele foi erigido em um deus civilizador, curador, protetor, harmonizador e organizador, num justiceiro mais equilibrado e em um profeta completo. Pitágoras teve um papel nessa transformação. Ele era considerado por uns um filho de Apolo, por outros uma encarnação do próprio deus, que descera ao mundo dos homens com uma missão terapêutica, e é significativo que Pitágoras só sacrificasse em altares de Apolo, chamasse a si mesmo de um curador, tocasse a lira e desse grande importância à música e à divinação. Ensinando uma doutrina de forte base ética e que enfatizava a harmonia e a pureza, sua influência sobre a cultura grega foi enorme, na mesma época em que o culto de Apolo se disseminava. Ademais, desenvolveu uma complexa teoria musical baseada em um sistema de proporções matemáticas onde os números simbólicos de Apolo ocupam lugar central. Esta teoria foi a base de toda a música grega de sua geração em diante e ainda permanece influente. Também foi importante a assimilação de Apolo pelo orfismo, cujo patrono mítico, o músico Orfeu, era acreditado como filho do deus. Seus ritos incluíam a música e a divinação, sua doutrina enfatizava a disciplina moral rigorosa, a purificação e o ascetismo, e incluía a crença numa vida beatífica após a morte. O Hino a Apolo dos órficos declara como função do deus harmonizar os pólos opostos do cosmos com sua música.
Apolo então assumiu outros atributos, apareceram outras lendas, e diversos autores gregos, e depois os helenistas e romanos, o mostraram em poemas, em dramas e em iconografia. Até a letalidade assustadora de suas flechas pôde ser expandida para transformá-lo no deus da morte misericordiosa. Para Denis Huisman a influência da imagem apolínea foi determinante para a formação da filosofia de Sócrates e, por consequência, a de Platão. Aristóteles referiu o mesmo, dizendo que de Delfos ele tomara o moto Conhece a ti mesmo, que se tornou o motivo organizador central de seu modo de vida e pensamento. Platão enfatizou sua faceta organizadora na Religião, declarando que o Oráculo de Delfos devia ser consultado acerca de todas as questões relativas ao estabelecimento de santuários, sacrifícios e outras formas de culto de deuses, daemones e heróis; também sobre as tumbas e os ritos fúnebres, e as indicações para cargos religiosos públicos. Também disse que ele havia descoberto a Medicina, a arte do arco e a divinação sob impulso do desejo e do amor, e por isso ele era um discípulo de Eros. O poeta Calímaco o mostrou como o inventor da flauta e da lira — embora a tradição mais corrente diga que ele recebeu ambas de seu irmão Hermes - e canonizou a identificação entre Apolo e Hélio, o deus especificamente solar, criticando os que ainda faziam alguma distinção entre ambos, embora já Homero o chamasse de Febo, brilhante. Também seu papel de guardião de rebanhos se tornou mais marcado do que se lê em Homero, e por extensão se tornou o protetor dos pastores. Pelo que se pode deduzir dos hinos fragmentários de Píndaro, Apolo surge como o regulador do céu e preservador da ordem do mundo, mantendo o sol sempre em seu curso, fazendo disso um símbolo do caminho da sabedoria. Com a pontaria infalível de suas flechas de luz, ilumina o intelecto humano, ressaltando sua ligação com o dom da profecia. Também o declarou como o patrono das migrações dóricas.
O poeta Alceu de Mitilene o descreveu como o instrumento da Justiça de Zeus, guardião dos juramentos e das sentenças da lei, vingador das suas transgressões e punidor da húbris. A faceta de seu caráter ligada à Justiça foi explorada de forma interessante na tragédia Eumênides, parte da trilogia Oresteia, de Ésquilo, retratando Apolo de forma ambígua. Primeiro o autor faz Tétis protestar, dizendo que Apolo estivera em seu festim, cantara para ela e lhe prometera a felicidade, e em seguida matara seu filho. Depois Orestes é obrigado por Apolo a assassinar a sua própria mãe Clitemnestra, mas ao fazer isso se tornou culpado de um crime contra o próprio sangue, um terrível tabu. Assim o personagem, apesar de ter cumprido um mandamento divino, é atormentado por uma fúria igualmente divina, personificada nas Erínias, até que Apolo intervém como seu advogado num julgamento em Atenas. Mas, não obstante a defesa de tão excelso advogado, o caso acabou empatado no júri. Orestes foi resgatado, no entanto, pelo voto de Atena favorável a si. Depois o próprio Apolo o purificou com o sangue de um porco. É válido assinalar que Platão, na República, teceu severas críticas contra esta maneira de retratar os deuses, dizendo que era indecorosa, falsa e nada de útil poderia trazer para a sociedade, nem podia ser bom exemplo para a formação dos jovens. Continuou dizendo que era um atrevimento e uma decadência fazer de um deus um personagem, atribuindo-lhes traços próprios dos homens, privando a arte, assim, de seu propósito ético e de sua capacidade como instrumento educativo.

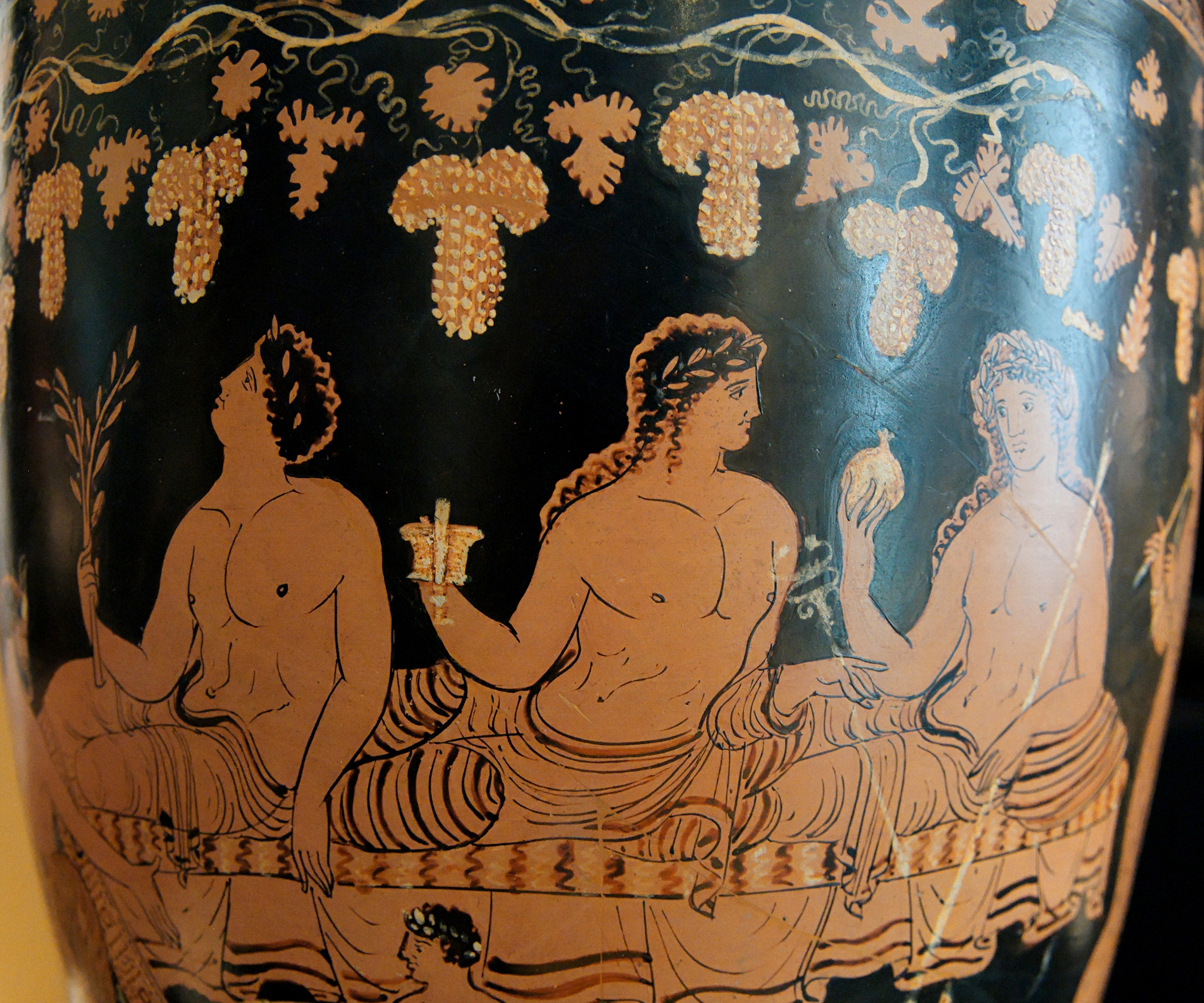
Cena de simpósio com Apolo e Dioniso. Pintura em vaso, c. Museu Arqueológico de Espanha

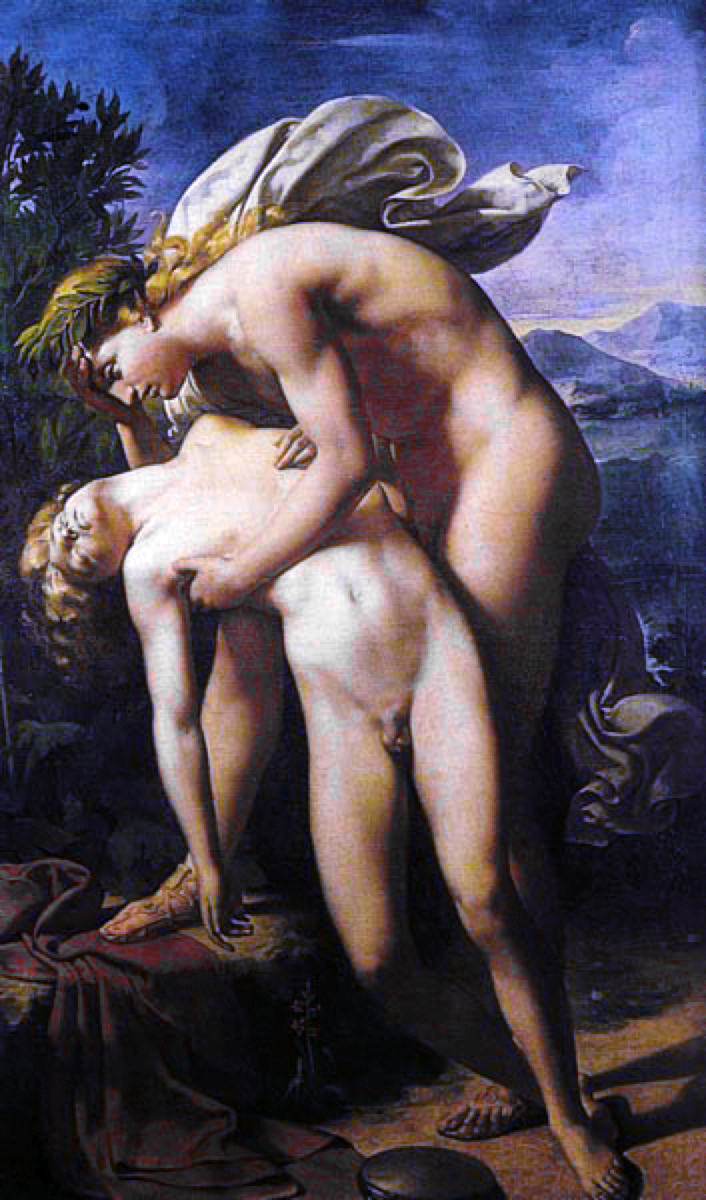
Jacinto, um dos eromenoi de Apolo, morre em seus braços. Pintura de Merry-Joseph Blondel, Museu Baron Martin

Ao mesmo tempo, na época de Platão já se tornara corrente uma visão de que Apolo era a antítese e o complemento de Dioniso, seu irmão, o deus dos excessos, das relações entre o corpo e a alma, da embriaguez, da orgia, das emoções descontroladas, da transgressão, dos mistérios ocultos, do teatro e das mênades, enquanto que Apolo passava a ser mais ligado à esfera racional, à vida cotidiana, à arte e à ordem social, preservando contudo seu papel de inspirador da profecia e portador da palavra divina, ou Logos, também um símbolo do espírito e do intelecto. Também para os iniciados nos mistérios órficos Apolo e Dioniso eram manifestações polares da mesma divindade. Como o arqueiro infalível e deus da luz, matador da serpente Píton, que era um símbolo das forças do mundo subterrâneo e do caos irracional, Apolo era uma imagem do iniciado que penetra nos mistérios da Natureza através da ciência e domina a animalidade da natureza humana através da vontade, do conhecimento e da disciplina; era, também por isso, o deus das expiações, purificações e penitências. Uma das versões de seu mito diz que ele mesmo, após matar o monstro Píton, que era não obstante uma criatura divina, teve de se purificar e fazer expiações por oito anos exilando-se no Vale do Tempe, sob a proteção de um loureiro.
Sendo um deus curador e ligado à ordem social, por extensão foi associado com os ritos de passagem da infância para a idade adulta, tornando-se a imagem do educador ideal, provendo inspiração e instrução para o cultivo do corpo e da mente em um equilíbrio harmonioso e para uma correta inserção social do jovem na vida comunitária. Para os gregos esse equilíbrio era um dos objetivos de um amplo sistema ético-pedagógico conhecido como paideia, concebido para a realização da kalokagathia, ou seja, a reunião de todas as Virtudes dentro da esfera da Beleza, o que incluía a excelência física como reflexo da excelência moral, cívica e espiritual. Em seus atributos de iniciador e educador, Apolo foi elevado também à condição de patrono dos exercícios ginásticos - embora este papel fosse compartilhado com Hermes e secundariamente com Hércules -, com o resultado de ser-lhe atribuído o caráter de deus da beleza física. Por isso os ginásios gregos eram postos sob sua tutela, não só por sua associação com o cultivo do corpo e a educação intelectual, artística, social e moral, mas também porque a ginástica era tida como tão valiosa para a promoção da saúde quanto a Medicina, da qual ele era igualmente o padroeiro. Em Atenas o ginásio fora posto sob a tutela de Apolo Likeios - daí também a origem da palavra Liceu como um local de aprendizado.
Uma consequência destes atributos se reflete nas histórias em que Apolo tomou jovens amantes masculinos, como Jacinto e Ciparisso. Na cultura grega a homossexualidade masculina era socialmente aceita e incentivada, dentro de certos parâmetros bem definidos, e tinha funções pedagógicas e ritualísticas de grande importância. Um homem maduro, o erastes, fazia a corte a um jovem, o eromenos, tornando-o ao mesmo tempo amante e discípulo, iniciando-o nos mistérios da vida adulta e nas suas responsabilidades sociais. A própria forma do contato sexual estava sujeita a convenções. Assim que surgissem os sinais da puberdade o jovem era declarado adulto e a relação se rompia. Ele então casava com uma mulher, constituía família e assumia por sua vez o papel de erastes, tomando para si um jovem eromenos e continuando a tradição. Embora haja relatos de perversão deste sistema iniciático, com a busca do prazer assumindo a maior importância, idealmente era destinado a formar um homem disciplinado e moral. Onde Apolo era adorado sob o epíteto de Carneios (chifrudo), atos de pederastia em público eram parte do ritual religioso de iniciação masculina. Sobrevivem relatos sobre a invocação a Apolo antes da realização do ato homossexual, onde o erastes suplica ao deus que sua arete, virtude, seja transferida para o eromenos. Paralelamente, as representações de Apolo sempre como um homem jovem e imberbe apontam para seu caráter de efebo eterno, uma imagem da perene juventude.
Proclo, em sua Teologia Platônica, estabeleceu uma hierarquia divina onde Apolo era uma emanação de Hélios e figurava, junto com Hermes e Afrodite, como uma deidade intermediária entre os deuses do universo primordial e da esfera superior e o mundo dos mortais, formando juntos uma trindade cujo atributo principal era os de elevar as almas humanas até eles mesmos. Hermes seria o responsável pela elevação da alma até o conhecimento do Bem, e Afrodite até o plano da Beleza. Apolo teria a função de elevar a alma até a esfera da Verdade e da Luz da Razão através da música, cuja virtude residia em sua capacidade de produzir harmonia e ritmo. As Musas seriam, nessa hierarquia, emanações secundárias de Apolo. Proclo mais tarde, em Filebo, sintetizou o conceito de Bem como englobando Verdade, Beleza e Simetria, e ligou esses três aspectos respectivamente a três formas de vida, a do filósofo, protegido de Hermes, a do amante, devoto de Afrodite, e a do músico, seguidor de Apolo, e ligou essas formas a três tipos de loucura produzida pela inspiração divina, respectivamente a mania profética e filosófica, a mania erótica e a mania poética.

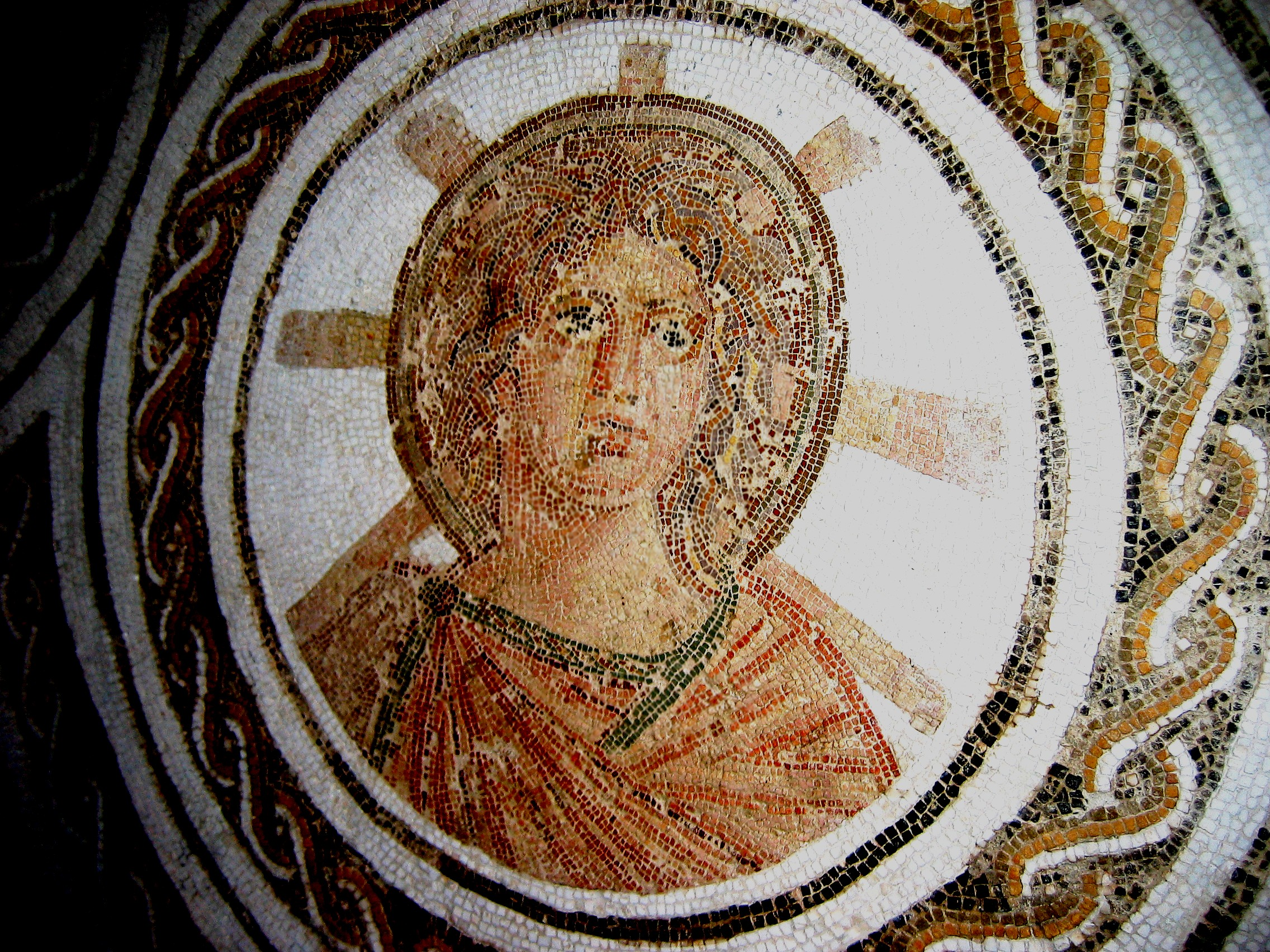
Apolo com a coroa de raios e o halo, mosaico romano em El Jem, Tunísia

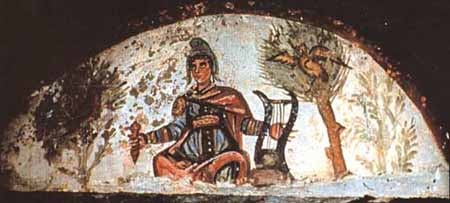
Cristo como Orfeu (filho de Apolo), catacumba de São Marcelino e São Pedro, Roma

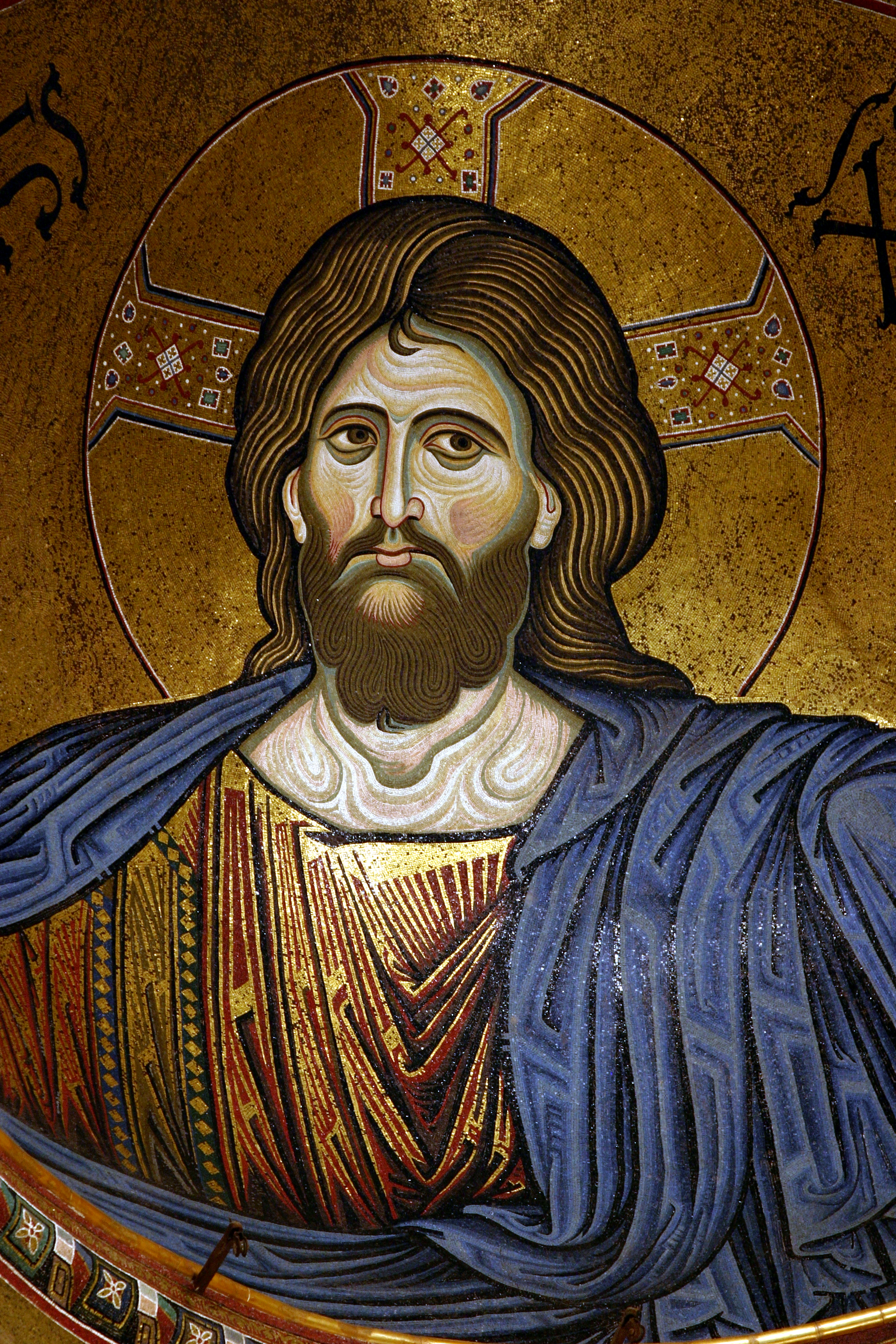
Cristo Pantocrator, século XII, Catedral de Monreale, Itália

Entre os romanos, seu oráculo era conhecido desde o tempo dos reis, mas o culto só se consolidou sob o império de Augusto. Ovídio fez dele o conhecedor do passado, do presente e do futuro, e dono do poder de todas as ervas medicinais, Horácio cantou o deus mais alto que os deuses romanos, e Virgílio disse que na sequência das Idades do mundo a última seria regida por Apolo, o que era confirmado pelos célebres Livros Sibilinos, mas seu perfil era mais divulgado como curador e patrono das artes, e antes do que uma divindade real tinha mais um status de símbolo. Entretanto Augusto reavivou seu culto, colocou o Estado Romano sob a proteção de Apolo, mas identificado com Febo, a deidade solar romana, e ao longo dos séculos seguintes, por influência do Mitraísmo do Oriente, o culto se voltou mais para o Sol do que para Apolo propriamente dito, que teve suas múltiplas atribuições e seu antigo lugar preponderante entre os gregos resumidos à cura e à arte. Desde então tanto o poder religioso como o profano competiram pelo uso da simbologia solar.

### Apolo no cristianismo, nas artes e no Estado moderno
Com a ascensão do cristianismo os deuses pagãos caíram em progressivo esquecimento. Os Padres da Igreja e os filósofos cristãos contribuíram ativamente para esse processo, denunciando-os como falsos deuses. Lactâncio, por exemplo, ridicularizou os mitos de Apolo e dos demais deuses como uma impossibilidade óbvia - haviam nascido de uniões sexuais, o que via como inconciliável com a natureza divina, e dizia que se tratavam de simples mortais magnificados. Quanto a Apolo propriamente dito, Aristides analisou seu caráter e o acusou de estuprador, assassino e embusteiro, invejoso e iracundo, dizendo ainda ser um absurdo que alguém que não deveria reinar nem entre os mortais fosse considerado uma das potestades celestes. Entretanto, antes do ocaso final do paganismo autores como Celso atacaram o cristianismo em bases semelhantes às que usaram os cristãos para destruir o Panteão pagão, perguntando como uma virgem poderia ter concebido, e se ela o pôde fazer, por que os deuses pagãos não poderiam amar mulheres mortais da mesma forma e gerar descendência; além disso, o deus que figurava nas Escrituras judaico-cristãs, frequentemente irado, assassino e vingativo, também não podia ser considerado um exemplo de virtude. É de lembrar que mesmo entre toda a condenação do paganismo, a teologia paleocristã foi largamente devedora da filosofia e da metafísica clássicas, especialmente dos neoplatônicos, como se prova na leitura da literatura patrística e na própria Bíblia, onde o Evangelho de João abre com as frases: "No princípio era o Verbo, e o Verbo estava com Deus, e o Verbo era Deus. Ele estava no princípio com Deus. Todas as coisas foram feitas por ele, e sem ele nada do que foi feito se fez. Nele estava a vida, e a vida era a luz dos homens". Se diz que Cristo é a encarnação do Verbo, o que imediatamente remete à identificação grega de Apolo com a Palavra Divina através da profecia. A rigor Apolo não reivindica a profecia como sua; ele é um deus poderoso, mas subordinado a seu pai, Zeus, o deus supremo, e necessariamente se coloca muito próximo dele em sua função de seu porta-voz. Homero, em seu Hino a Apolo, faz Apolo dizer: "Possa a lira me ser cara, e também o arco encurvado, e para os homens eu proclamarei em oráculos o infalível conselho de Zeus", e no Hino a Apolo órfico o deus é descrito como "a luz da vida", de modo que as similaridades entre as teologias cristã e pagã são evidentes.

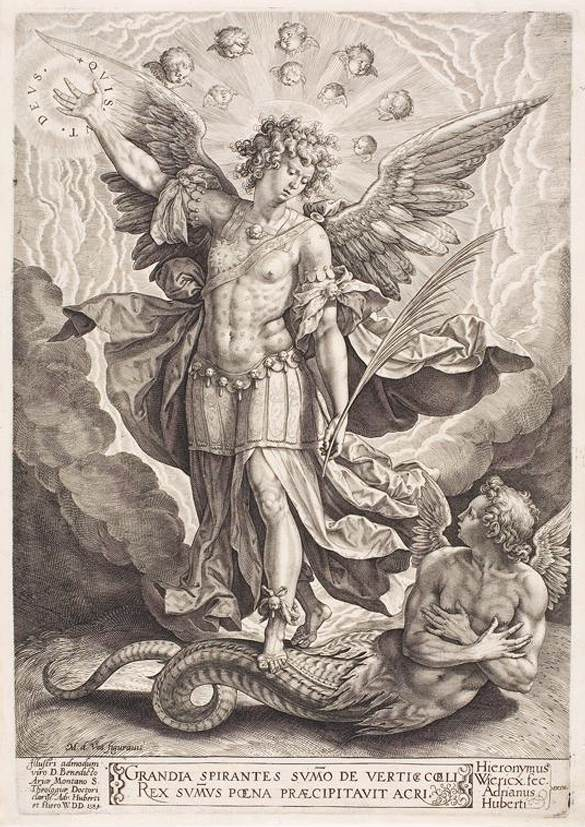
São Miguel, aureolado de luz, com o dragão subjugado a seus pés, gravura de Hieronymus Wierx de 1584. Art Institute of Chicago

A visão negativa da mitologia grega continuou ao longo de toda a Idade Média, e Apolo chegou a ser identificado com o Diabo. Mas a tradição popular de culto dos deuses solares era por demais arraigada para que seu significado pudesse ser obliterado pelos cristãos, e de fato vários dos atributos apolíneos foram transferidos para novos personagens da cena religiosa em mudança, numa "política de solarização", como referiu Christian Mandon. São Jerônimo orientou a liturgia do batismo dizendo que o cristão deveria morrer para o pecado e se voltar para o leste - onde nasce o sol - estabelecendo uma aliança com o "Sol da Justiça", o Cristo, em quem poderia renascer. Em torno do século VI surgiu substituindo Apolo o culto do arcanjo São Miguel, cuja vitória sobre a "Antiga Serpente" - um dos nomes do Diabo - é o exemplo mais claro de paralelismo com a vitória de Apolo sobre a Píton. Seu culto se disseminou rapidamente na Idade Média, muitas vezes instituído sobre antigos santuários de Apolo, e em alguns lugares da Europa suplantou o do próprio Cristo. Ao mesmo tempo, a iconografia de Apolo, especialmente aquela desenvolvida no período helenista-romano, foi absorvida rapidamente pelo Cristianismo para as primeiras representações de Cristo. Desde o século IV apareceram imagens de Cristo com atributos típicos de Apolo, como o halo, uma coroa de raios de luz, às vezes conduzindo uma quadriga, da mesma forma como Apolo-Febo-Mitra era figurado em pinturas e mosaicos mais antigos. Também na poesia dos séculos VI-VII Cristo imita Apolo, sendo descrito em hinos ambrosianos como o "Sol Verdadeiro" que dissipa as trevas. O Cristo ressurrecto se tornou, assim, o novo Apolo, um homem-deus, triunfante em sua ressurreição, atraindo todo o poder para si e irradiando-o imperialmente sobre toda a Terra. Para isso concorreu o desenvolvimento mais tarde de uma "teologia da luz", que teve seu florescimento no período gótico, a partir dos séculos XI-XII, e do conceito da Igreja Militante, cujo fruto típico foram as Cruzadas, que segundo Pierre Val foram uma interpretação apolínea do cristianismo.

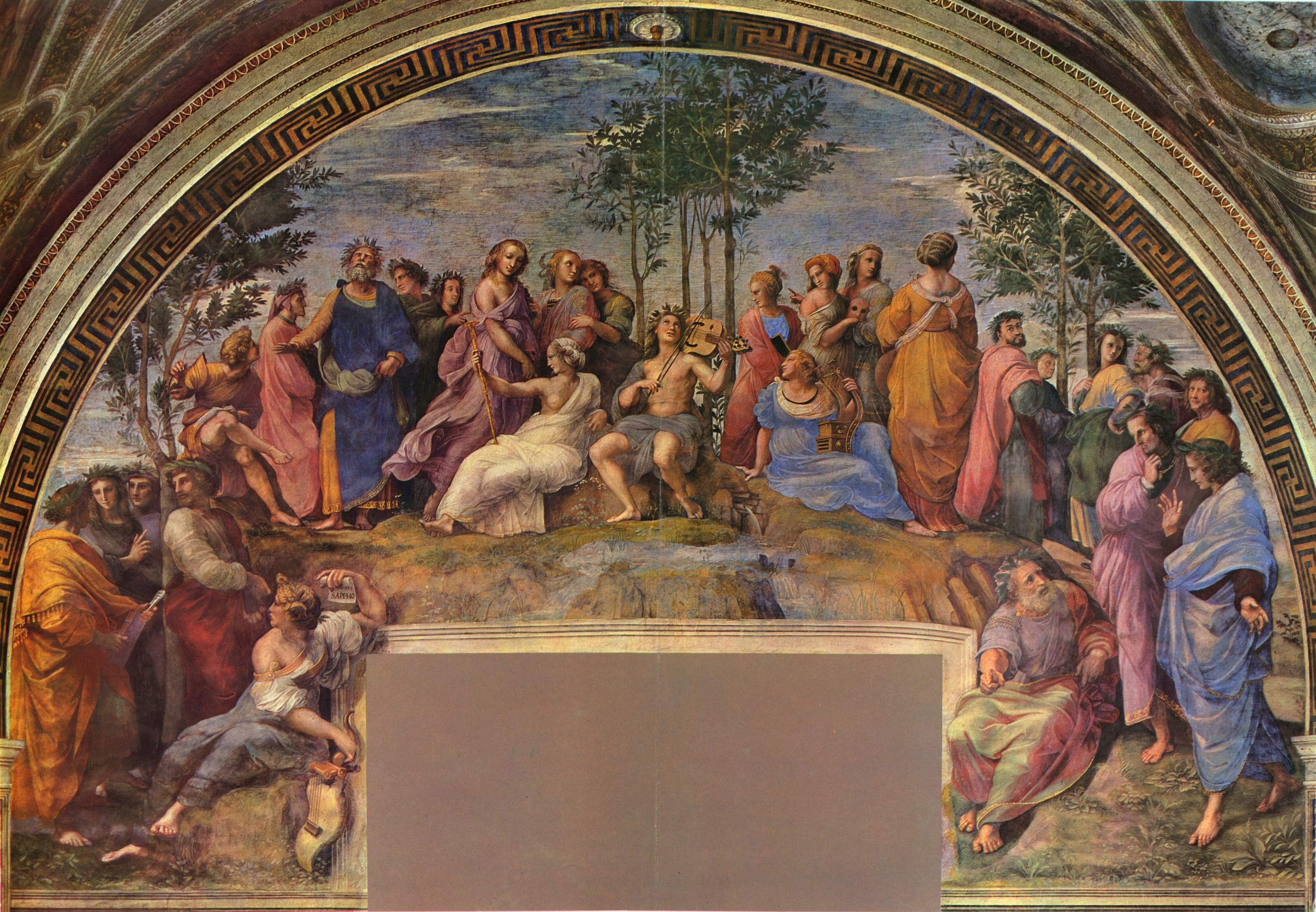
Rafael Sanzio: O Parnaso, 1510-1511, Vaticano

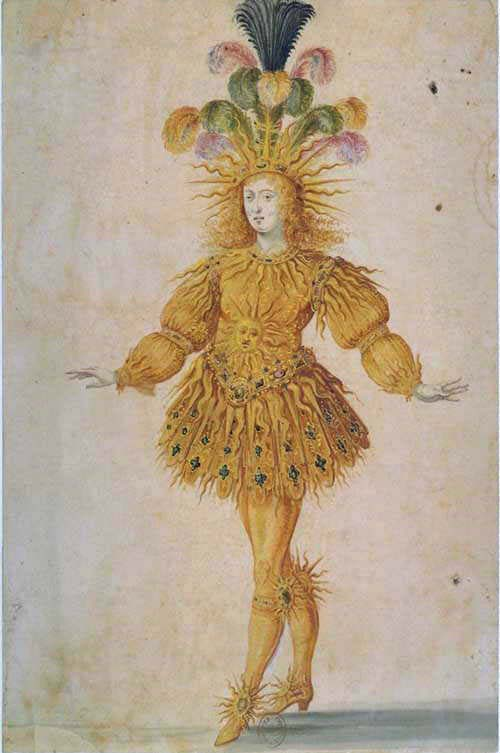
Luís XIV como Apolo, figurino para bailado de Jean-Baptiste Lully

A associação entre ambos continuou viva pelos séculos seguintes. São Francisco de Assis compôs um hino em honra ao Irmão Sol onde dizia que o sol era a mais próxima imagem da divindade, e Petrarca elaborou uma teologia pessoal onde Cristo e Apolo aparecem ligados, numa imagem que penetra em todo o seu trabalho poético. Para Denis Cosgrove, o tema da ascensão de Cristo para o céu, onde ele se tornou o Pantocrator, o supremo governante, portando o globo, símbolo do poder imperial, e/ou o livro da Lei, imagem de sua onisciência e sabedoria, quando refletido através da herança greco-romana se consolidou numa teologia da universalidade do Cristianismo, que com sua luz universal redimia todos os povos, e não mais apenas o "povo eleito" dos judeus.
Ao longo do Renascimento, quando tudo o que se referia à Antiguidade clássica foi avidamente estudado e emulado, se pôde efetuar enfim um resgate dos mitos greco-romanos sem travestismos, em seu próprio direito. Não deixa de ser simbólico o fato de que uma das mais expressivas representações clássicas de Apolo, o Apolo Belvedere, de Leocares, tenha sido reencontrado numa escavação arqueológica nesta época, suscitando o entusiasmo generalizado entre toda a intelectualidade europeia e influenciando gerações de artistas por séculos à frente. Neste momento Apolo, como deus da luz, da beleza, das artes e da razão, se tornou uma imagem tutelar para os artistas e teóricos da arte, que estavam engajados em desenvolver uma arte figurativa baseada no racionalismo, no estudo anatômico científico e na geometria, junto com uma concepção de arte como uma inspiração divina. Por sua interpretação como uma imagem da busca humana por um universo compreensível e organizado e por uma localização do homem nesta ordem cósmica, o mito de Apolo e Mársias foi objeto de representação renascentista particularmente copiosa, com mais de cem obras identificadas, uma tradição que continuou no Barroco. Também para os humanistas do Renascimento Apolo foi uma figura importante, muitas vezes associado a Cristo em seu caráter purificador e redentor.
No terreno político, desde a época de Augusto se tornara um lugar-comum a associação do sol com o poder, a majestade e a glória régias, ao mesmo tempo em que essa associação pessoal do monarca com o astro do dia veio a ser um pretexto fácil para os potentados justificarem pretensões imperialistas e absolutistas. Essa ideologia foi renovada pelos príncipes renascentistas, que reivindicaram para si a posição sinóptica, universal e centralizadora de Apolo, estimulando a formação de um imaginário tingido pelas ideias de totalidade, transcendência, radiância e distanciamento intelectual, atualizando uma antiga tradição mas agora embasada em fontes originais redescobertas, e dando-lhe o caráter de novo projeto cultural. O caso mais típico dessa associação entre o sol e a monarquia na Idade Moderna foi o de Luís XIV da França, cognominado o "Rei-Sol", instaurando uma complexa ritualística cortesã para enfatizar sua condição exaltada e colocando toda a alta nobreza debaixo de seu controle direto. Nas artes de seu tempo a imagem do sol e a menção a Apolo são onipresentes, e o rei se apresentava publicamente em bailes e festas como uma personificação da divindade solar.

### A atualidade do mito
Conhece a ti mesmo.
Nada em excesso.— Inscrições no templo de Apolo em Delfos
Em tempos recentes o mito de Apolo continuou sendo trabalhado. Durante o Iluminismo seu papel de fonte da luz da Razão e dissipador da ignorância e do erro se tornou generalizadamente reconhecido, mas também a universalidade da sua luz deu margem a interpretações que justificavam a erradicação de potenciais divergências e particularismos individuais. Winckelmann, porém, o maior teórico dos neoclássicos, o colocou nas alturas, dizendo que a descrição de Apolo exige o estilo mais sublime: uma devoção a tudo o que se refira à humanidade. Com os românticos sua posição variou; Shelley o viu mais como um símbolo da tirania cultural e política, John Ruskin o considerava o símbolo da luz combatendo as trevas, e o poder da vida combatendo a decrepitude. e Oscar Wilde o via como uma imagem da pureza do mundo natural em contraste com a decadência da civilização, mas entre os acadêmicos desde o século XIX se tornou patente a importância do estudo dos mitos para prover uma chave de interpretação da sociedade e do homem modernos, com estudos pioneiros realizados por Friedrich Max Müller no campo da Religião Comparada e Friedrich von Schelling na área da Filosofia da Mitologia, entre outros.
Para Nietzsche, Apolo era o deus dos sonhos, em contraste com Dioniso, o deus das intoxicações, e ambos os estados eram para ele os protótipos originais de toda a arte (Urbilder), nos quais os instintos artísticos da Natureza, a Unidade Primordial, encontram sua suprema e imediata satisfação. Nietzsche acreditava que as figuras divinas gloriosas apareceram para os mortais primeiro em sonhos, e que o valor dos sonhos estava em que o homem esteticamente sensível mantinha uma relação com os sonhos que era a mesma que os filósofos mantinham com a realidade da existência; o homem sensível era, assim, também um observador da vida, pois as imagens oníricas forneciam uma interpretação para a sua vida, e por isso os sonhos eram vivenciados pelos homens como uma necessidade jubilosa e como uma fonte de prazer intenso. Seguia dizendo que a necessidade jubilosa da experiência onírica havia sido corporificada pelos gregos em seu Apolo, que se elevava então como a imagem gloriosa e o agente do processo de individuação, um processo que se caracteriza pelo equilíbrio e moderação, lembrando os ditos associados desde longa data a Apolo, inscritos no seu templo em Delfos, que recomendavam o autoconhecimento e a moderação. Em outras palavras, Apolo e Dioniso eram pólos complementares de uma mesma essência, e a desordem irracional, a vitalidade exuberante, a instabilidade e fugacidade das impressões dionisíacas deviam ser tornadas objetivas, fixas, compreensíveis e transmissíveis através do poder moderador, articulador e organizador de Apolo. Com sua teoria de contraste complementar entre o apolíneo e o dionisíaco - que de fato já era clara para os próprios gregos antigos - ele lançou as bases imediatas para sua elaboração posterior pela Psicologia, Estética, Arte e Filosofia modernas, numa discussão que continua até os dias de hoje e vem sendo trabalhada por grande número de autores, expandindo-a para outras áreas do saber.

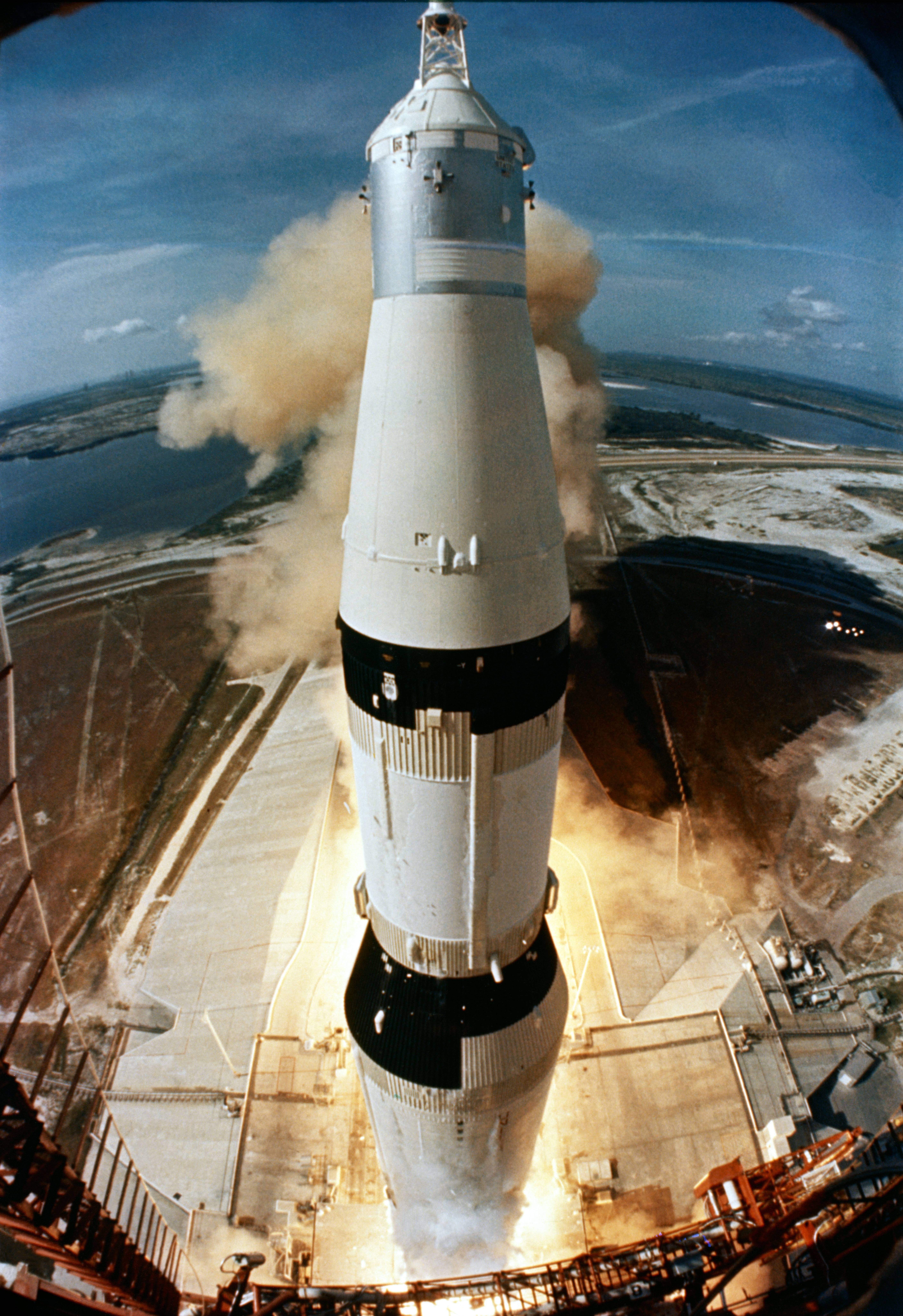
Lançamento da missão Apollo 11, 16 de Julho de 1969

Para Carl Jung, Apolo representava uma tipologia psicológica específica, caracterizada pela introspecção, introversão e contemplação. James Hillman e William Guthrie consideraram o princípio apolíneo, ou pelo menos uma absorção de traços de seu perfil, como indispensável quando uma pessoa necessita de um senso de forma, de disciplina, de distanciamento, de clareza de pensamento e objetividade, e, para Gregory Nagy, Apolo é uma imagem da palavra à espera da concretização, de uma juventude que nunca chega à maturidade, de um homem que jamais supera o seu pai. Vincenzo Vitiello viu em Apolo uma prefiguração mítica do conceito de que toda a tradição filosófica do ocidente pode ser descrita como um esforço continuado para o desenvolvimento da faculdade de pensar. Também leu seu mito como um relato da violência necessária para a estruturação do cosmos a partir do caos. Trindade & Schwartz usaram as relações entre Têmis e Apolo para debater o processo de dessacralização do sistema judiciário moderno, considerando que Têmis dera a ambrosia e o néctar para Apolo em seu nascimento, e que ela era uma divindade tutelar anterior do oráculo que Apolo assumiu em Delfos. Para os autores, Têmis representa a Justiça em abstrato, e Apolo o instrumento de sua difusão entre os homens, mas através de uma sensibilidade que chamam de poética e divinamente inspirada. Diante do que veem como uma banalização tanto da Justiça como da Arte nos dias de hoje, advogam a restauração da conexão antiga entre Apolo e Têmis, a fim de que se reconduza as pessoas a um plano em que seja possível compreender a beleza da Lei, reconhecer a distinção entre certo e errado e aceitar a autoridade da Justiça como essencial para o processo civilizador, do qual Apolo é o símbolo.
De acordo com Vilanova Artigas, Apolo é um símbolo da aceitação da sociedade como ela é, mas também de um projeto de melhoramento potencialmente infinito através da fidelidade a princípios de ordem, disciplina, consciência e lei, e das tecnologias que a cultura possa desenvolver, em benefício de todos. Mas para Cosgrove a imagem do universalismo apolíneo tem aspectos problemáticos para a contemporaneidade, tendo gerado políticas imperialistas que se por um lado foram importantes para consolidar um senso de identidade para os ocidentais, por outro repercutiram de forma negativa em outras regiões do planeta, com o resultado da dominação injustificada de outras nações pelos países do ocidente e a aparição de profundos dilemas éticos a respeito de direitos humanos, e também deram margem a ideias de domínio sobre a Natureza que trouxeram graves consequências para a ecologia mundial. Também o patriarcalismo que norteou a concepção apolinea representou uma fonte de opressão para o universo feminino. O autor, porém, pensa que a imagem de Apolo é excessivamente complexa e rica para ser reduzida a qualquer abordagem focal, e sua importância se prova pela imensa gama de ecos que produziu em inúmeras áreas da vida humana ao longo da história. Entre seus pontos positivos para a cultura contemporânea, para ele, está o de ser o modelo de um mundo integrado e harmônico, de uma esfera de beleza e vitalidade, banhada em uma visão beatífica e poética que não exclui o estímulo ao progresso científico, cujo testemunho mais óbvio foi a denominação do projeto espacial norteamericano de Programa Apollo.

## Amantes e descendência

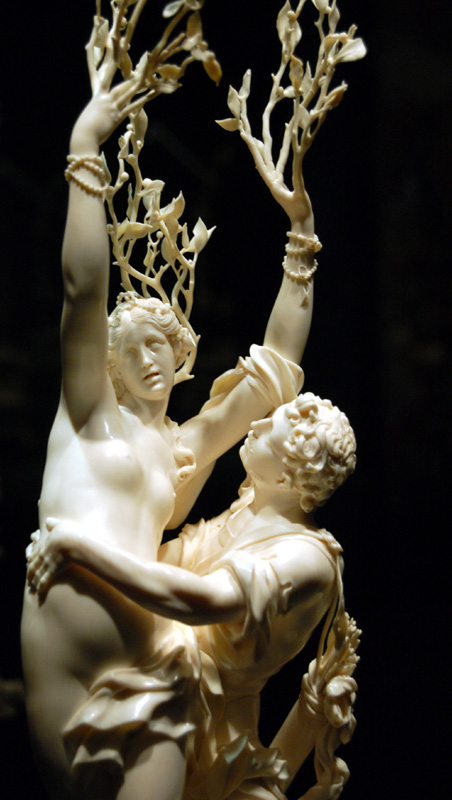
Jakob Auer: Apolo e Dafne, 1688-90. Kunsthistorisches Museum, Viena

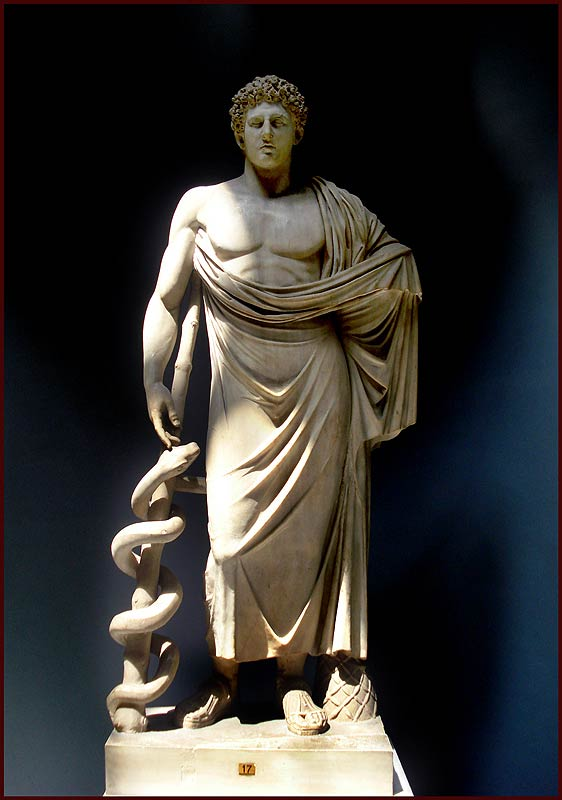
Asclépio, filho de Apolo, cópia romana de original grego do século IV a.C. Museus Vaticanos

Apolo teve um grande número de amores, masculinos e femininos, mortais e imortais, mas geralmente não foi correspondido, ou quando foi, alguma tragédia interrompeu o romance. Aqui são citados apenas alguns, lembrando que de acordo com as várias fontes podem ser encontradas versões divergentes de cada história. Ovídio disse nas Metamorfoses que o primeiro amor de Apolo foi Dafne, uma ninfa, mas o amor acabou frustrado por Eros, que lançando sua flecha de chumbo contra a ninfa, fê-la rejeitar o deus, enquanto que dirigindo sua flecha de ouro para Apolo, provocou-lhe intensa paixão. Teve motivos para isso, pois Apolo havia desdenhado da habilidade do deus do amor com o arco e gabado suas próprias vitórias. Depois de ser incansavelmente perseguida por Apolo, Dafne suplicou para seu pai para que fosse transformada em um loureiro. Apolo declarou então que o loureiro seria sua árvore sagrada. Os vencedores dos Jogos recebiam uma coroa de folhas de loureiro. Ciparisso era especialmente afeiçoado a um cervo domesticado. Acidentalmente matou-o com seu dardo, e, inconsolável, pediu para Apolo, que o amava, para pranteá-lo para sempre. Apolo atendeu ao seu pedido transformando-o em cipreste, que tornou-se uma árvore símbolo do luto. Hermes e Apolo disputaram o amor de Quíone, por sua grande beleza. Temeroso que Apolo a ganhasse, Hermes tocou seus lábios com o caduceu, fê-la dormir e a possuiu. Não obstante, Apolo, disfarçado de uma velha, penetrou no seu quarto e a amou também. De Hermes Quione concebeu Autólico, e de Apolo, Filamon, mas orgulhou-se demasiado disso, julgando-se mais bela que Ártemis. Então a deusa injuriada a matou. O pai de Quíone, tomado pela dor, jogou-se de um penhasco, mas Apolo o transformou em uma águia feroz.
Corônis lhe deu como filho Asclépio, mas o traiu, e por isso morreu pela seta do deus ultrajado. Asclépio, tornando-se um mestre na arte de curar tão poderoso que podia ressuscitar os mortos, ameaçava com isso o poder soberano de Zeus, ultrajava Têmis e roubava súditos a Hades, pelo que foi morto pelo raio de Zeus. Para vingar-se, como não podia voltar-se contra seu pai, Apolo matou os Ciclopes, que haviam forjado os raios, e por isso foi castigado. Deveria ter sido desterrado para o Tártaro, mas graças à interferência de sua mãe o castigo foi comutado em um ano de trabalhos forçados como um mortal para o rei Admeto. Sendo bem tratado pelo rei durante sua expiação, Apolo ajudou-o a obter Alceste e a ter uma vida mais longa que a que o destino lhe reservara. Uma versão da história a amplia, e diz que enquanto Apolo estava entre os mortais ensinou-lhes a música, a dança e todas as artes e ofícios que tornam a vida mais agradável; ensinou às pessoas também os jogos atléticos, a caça, a contemplação da natureza e a percepção de suas belezas próprias, e todo o dia parecia um dia de festa. Os deuses, vendo que a vida na Terra se tornava mais aprazível que a sua, chamaram de volta Apolo para o Olimpo. Também disputou o amor de Marpessa com Idas, e Zeus ordenou que ela escolhesse entre ambos. Temendo ser rejeitada quando ficasse velha e perdesse sua beleza, ela decidiu por Idas. Desejou a princesa troiana Cassandra, e deu-lhe como presente o dom da profecia. Mesmo assim ela repudiou o deus, e Apolo a puniu fazendo com que ninguém acreditasse nela, embora suas profecias se revelassem depois sempre verdadeiras. Destino semelhante teve a Sibila de Cumas, que exigiu o prolongamento de sua vida em tantos anos quantos os grãos de areia que tinha na mão. Concedido o favor, ela negou seu amor, e então Apolo não revogou-lhe o dom, mas fez com que sua beleza e juventude não fossem preservadas ao longo de sua vida de milênios, envelhecendo até se tornar uma criatura horrenda, seca e encarquilhada, escondida dentro de um vaso, cujo único desejo era morrer. Entretanto, Apolo foi feliz com Cirene, uma ninfa, tendo o filho Aristeu, que se tornou uma deidade da vegetação e agricultura.
Amou tão intensamente o formoso Jacinto que, segundo Ovídio, esqueceu de si mesmo, do arco e da lira, e passava todo o seu tempo longe de Delfos entretendo-se com o jovem. Mas Jacinto também era o predileto do vento Zéfiro, que invejoso da primazia de Apolo sobre o coração do jovem, num dia em que eles jogavam o disco, desviou o lance de Apolo, e o disco atingiu Jacinto, matando-o. Cheio de tristeza, Apolo impediu que ele fosse levado por Hades, e o transformou em uma flor que recebeu seu nome. Uma das lágrimas de Apolo tocou numa das pétalas, deixando uma marca. Jacinto mais tarde recebeu um culto próprio importante, especialmente cultivado em Esparta, e festivais dedicados a ele ainda sobrevivem nos dias de hoje. Com Creusa gerou Íon, o fundador mítico do povo jônico. De Dríope gerou Anfiso; com Hécuba, esposa de Príamo, às vezes se diz que gerou Troilo, príncipe de Troia. De Manto, uma vidente, teve Mopso, um profeta. Teve ainda romances com algumas Musas: com Tália foi o pai dos Coribantes, seguidores de Dionísio, e com Urânia gerou os músicos Lino e Orfeu.
Alguns personagens históricos também são citados como filhos de Apolo: a tradição sobre Pitágoras o refere ou como um filho ou como uma verdadeira encarnação de Apolo e Ácia, mãe do imperador Augusto (r. 27 a.C.–14 d.C.), teria sido engravidada pelo deus em forma de serpente, quando dormiu no seu templo.

### Árvore Genealógica
|  |  |  |  |           |           |           |           |           |           |         |         |         |         |        |        | Zeus   | Zeus   | Zeus | Zeus | Zeus    | Zeus    |         |         | Leto    | Leto    | Leto | Leto | Leto  | Leto  |       |       |       |       |  |  |        |        |        |        |        |        |  |  |         |         |         |         |         |         |  |  |  |  |  |  |
|  |  |  |  |           |           |           |           |           |           |         |         |         |         |        |        | Zeus   | Zeus   | Zeus | Zeus | Zeus    | Zeus    |         |         | Leto    | Leto    | Leto | Leto | Leto  | Leto  |       |       |       |       |  |  |        |        |        |        |        |        |  |  |         |         |         |         |         |         |  |  |  |  |  |  |
|  |  |  |  |           |           |           |           |           |           |         |         |         |         |        |        |        |        |      |      |         |         |         |         |         |         |      |      |       |       |       |       |       |       |  |  |        |        |        |        |        |        |  |  |         |         |         |         |         |         |  |  |  |  |  |  |
|  |  |  |  |           |           |           |           |           |           |         |         |         |         |        |        |        |        |      |      |         |         |         |         |         |         |      |      |       |       |       |       |       |       |  |  |        |        |        |        |        |        |  |  |         |         |         |         |         |         |  |  |  |  |  |  |
|  |  |  |  |           |           |           |           | Ártemis   | Ártemis   | Ártemis | Ártemis | Ártemis | Ártemis |        |        |        |        |      |      | Apolo   | Apolo   | Apolo   | Apolo   | Apolo   | Apolo   |      |      |       |       |       |       |       |       |  |  |        |        |        |        |        |        |  |  |         |         |         |         |         |         |  |  |  |  |  |  |
|  |  |  |  |           |           |           |           | Ártemis   | Ártemis   | Ártemis | Ártemis | Ártemis | Ártemis |        |        |        |        |      |      | Apolo   | Apolo   | Apolo   | Apolo   | Apolo   | Apolo   |      |      |       |       |       |       |       |       |  |  |        |        |        |        |        |        |  |  |         |         |         |         |         |         |  |  |  |  |  |  |
|  |  |  |  |           |           |           |           |           |           |         |         |         |         |        |        |        |        |      |      |         |         |         |         |         |         |      |      |       |       |       |       |       |       |  |  |        |        |        |        |        |        |  |  |         |         |         |         |         |         |  |  |  |  |  |  |
|  |  |  |  |           |           |           |           |           |           |         |         |         |         |        |        |        |        |      |      |         |         |         |         |         |         |      |      |       |       |       |       |       |       |  |  |        |        |        |        |        |        |  |  |         |         |         |         |         |         |  |  |  |  |  |  |
|  |  |  |  | Esculápio | Esculápio | Esculápio | Esculápio | Esculápio | Esculápio |         |         | Troilo  | Troilo  | Troilo | Troilo | Troilo | Troilo |      |      | Aristeu | Aristeu | Aristeu | Aristeu | Aristeu | Aristeu |      |      | Orfeu | Orfeu | Orfeu | Orfeu | Orfeu | Orfeu |  |  | Anfiso | Anfiso | Anfiso | Anfiso | Anfiso | Anfiso |  |  | Cíniras | Cíniras | Cíniras | Cíniras | Cíniras | Cíniras |  |  |  |  |  |  |

### Outras histórias

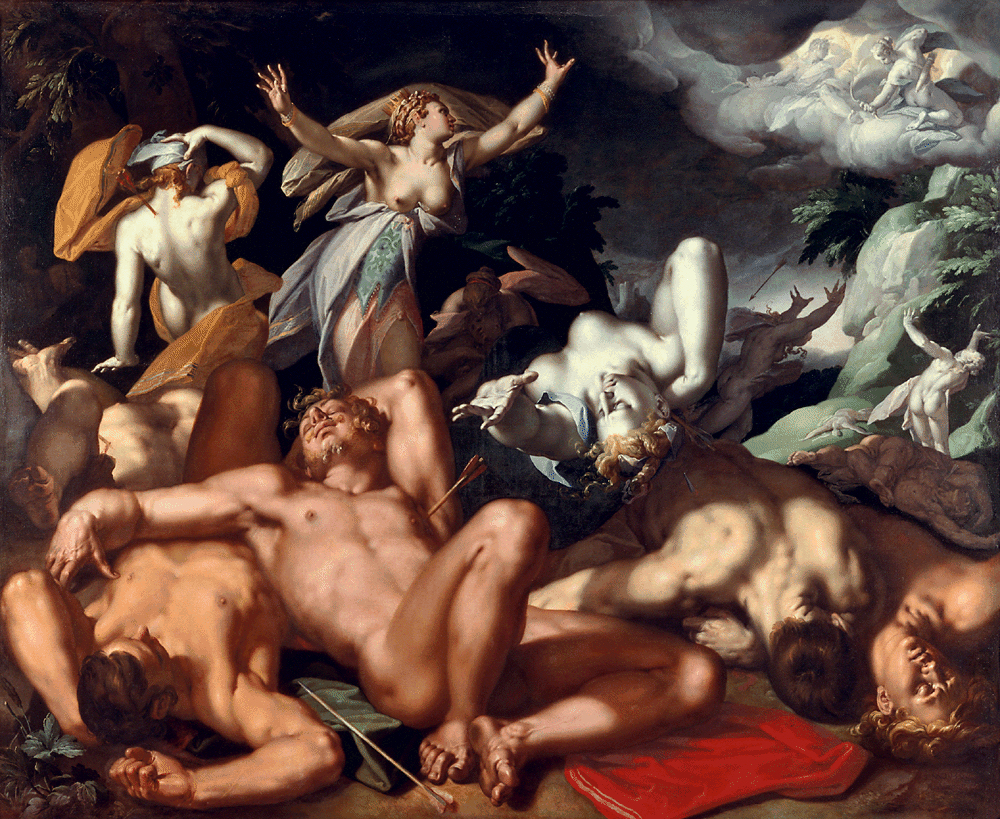
Pintura de Abraham Bloemaert mostrando Apolo e Ártemis matando os filhos de Níobe, 1591. Museu Nacional de Arte da Dinamarca

Depois do esquartejamento de Orfeu, Apolo impediu que uma serpente comesse sua cabeça, transformando o réptil em pedra. Apolo matou os filhos de Níobe, vingando a ofensa que esta havia proferido contra sua mãe Leto, gabando-se de ter muitos filhos, enquanto Leto havia tido apenas dois. Matou também os Aloídas, gigantes filhos de Posídon, que ameaçavam o Olimpo Enviou duas serpentes para matar seu sacerdote Laocoonte e seus filhos, pois ele o havia ofendido quebrando seu voto de castidade.
Quanto à música, há uma lenda a respeito da origem da lira e da siringe, uma espécie de flauta. Enquanto servia o rei Admeto, Apolo enamorou-se de Himeneu a ponto de esquecer seu trabalho como guardador dos rebanhos do rei. Aproveitando-se disso, Hermes, seu irmão por parte de Zeus, roubou o gado. Apolo o acusou junto a Maia, mãe de Hermes, mas ela não lhe deu fé. Zeus então ordenou que Hermes devolvesse as reses, mas Apolo o viu tocando a lira, que ele havia inventado afeiçoando o casco de uma tartaruga como o corpo do instrumento, e usando tripas de vaca como suas cordas. Apolo ficou tão encantado que em troca do gado a pediu para si. Mais tarde Hermes inventou a siringe, que Apolo também desejou para si, mas em retorno Hermes exigiu que seu irmão lhe ensinasse a arte da profecia, Apolo discordou, pois não era lícito que nenhum outro deus usufruir do dom da profecia, porém indicou-o aprender esta arte com as Trías que viviam no Monte Parnasso. Indicou o caminho, e deu ainda para Hermes seu cajado de pastor, que se transformou no caduceu hermético. Apolo competiu em um concurso musical com Cíniras, seu filho, que perdeu e cometeu por isso o suicídio. Competiu também com o sátiro Mársias, e foi ajustado de antemão que se Mársias perdesse, seria esfolado vivo. Perdeu, e sofreu a consequência trágica. Toda a natureza chorou Mársias, e suas lágrimas, colhidas pela terra, drenaram para suas veias exangues, e ele se transformou em um rio, que recebeu seu nome. Competiu também com Pã, quando foi juiz o rei Midas. Dando Pã como vencedor, Midas foi punido pelo deus da música recebendo orelhas de burro. Segundo Ovídio, através do poder de sua música Apolo construiu as muralhas de Troia.

## Seu culto

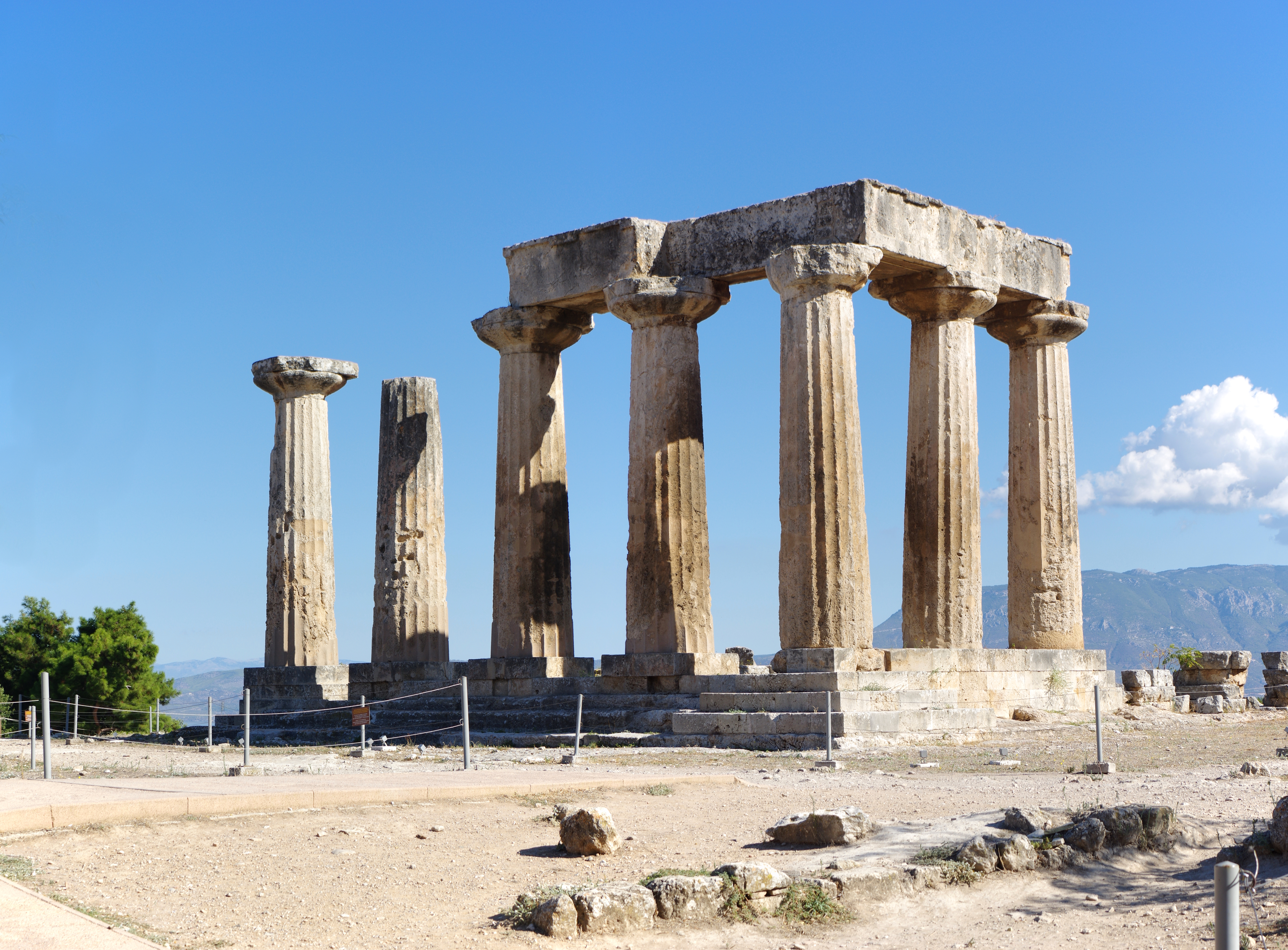
Ruínas do Templo de Apolo em Corinto

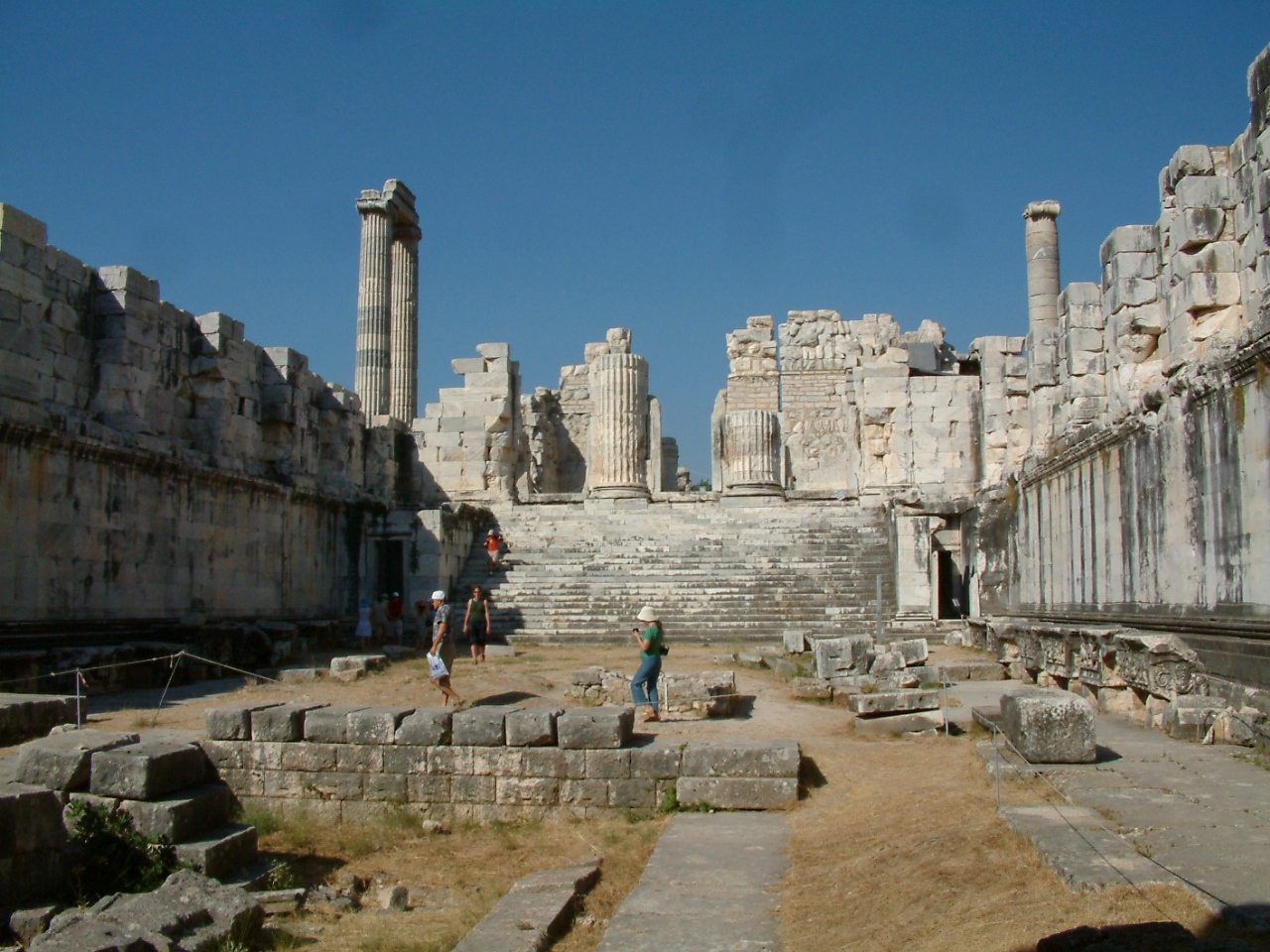
Ruínas do Templo de Apolo em Dídimos

Conforme se percebe nas alusões de Homero, o culto de Apolo já estava firmemente estabelecido antes do começo dos registros escritos na Grécia, mas as evidências arqueológicas só aparecem no tempo do mesmo Homero. Seus dois santuários maiores, Delfos e Delos, eram dos mais influentes da antiga Grécia. Também era cultuado de forma importante em Atenas, Dídimos, Claros, Cnossos e Abas. Outros santuários havia em Egina, Quios, Mileto, Oropo, Hierápolis Bambice, Corinto, Bassas, Patara, Segesta e vários outros lugares, assumindo a presidência de quase todos os oráculos da Grécia, do qual o de Delfos foi o mais célebre. Música, dança, divinação, procissões, sacrifícios e rituais purificatórios tinham parte central em seu culto em todos os lugares, e o hino dedicado especialmente a Apolo era o peã, mas as formas específicas variavam de acordo com o local e suas associações com alguma faceta especial do deus, e com a época do ano, e não se pode imaginar um sistema homogêneo, considerando a extensão do período histórico em que foi cultuado, a vasta região que abrangeu e os vários sincretismos que sua imagem sofreu. Há relatos desde grandes festivais pan-helênicos até oferendas simples de indivíduos, e adiante são citadas algumas festas e ritos a título de exemplo. Apesar de a lenda dizer que seu primeiro local de culto foi Delos, a ilha onde nascera, achados arqueológicos sugerem que o mais antigo templo de Apolo possivelmente foi construído em Naxos, no final do século VII a.C., uma estrutura relativamente simples, mas que possuía uma estátua de culto do deus de dimensões colossais, com cerca de seis metros de altura, que se preservou de forma fragmentária.

### Delos
Somente no final do século VI a.C. os gregos dominaram Delos, e então ergueram ali um santuário para Apolo que veio a adquirir grande importância, também em virtude da condição da ilha de sede da Liga de Delos. Em 426 a.C. os gregos consagraram toda a ilha ao culto, e por causa do seu caráter sagrado, nascimentos e mortes eram proibidos, e todas as gestantes perto de darem à luz e doentes graves deviam abandoná-la. Também reconstruíram e ampliaram o templo primitivo e instituíram um grande festival para Apolo que reunia as cidades da Liga a cada quatro anos, e outro a cada seis anos. Anualmente os membros da Liga enviavam para Delos um coro de quatorze jovens num navio consagrado, que reconstituía a chegada mítica de Teseu à ilha de Creta para matar o Minotauro, acompanhado dos sete mancebos e sete virgens enviados em sacrifício. Segundo a tradição, os jovens haviam prometido, se Teseu derrotasse o monstro e eles sobrevivessem, que enviariam todos os anos um navio-oferenda para perpetuar a memória da façanha. As famílias que se diziam seus descendentes mantiveram o costume, e era uma cerimônia cercada de grande sacralidade. Desde a partida do navio, após a bênção solene do sacerdote de Apolo, até seu retorno, as execuções eram proibidas. O Apolo Délio se tornou muito venerado em Atenas, ao lado do Apolo Pítio. Ao longo do domínio helenista seu prestígio permaneceu e mesmo cresceu, chegando ao seu pico em torno do século II a.C., mas em 69 a.C. a ilha foi devastada pelas tropas do rei do Ponto.

### Atenas

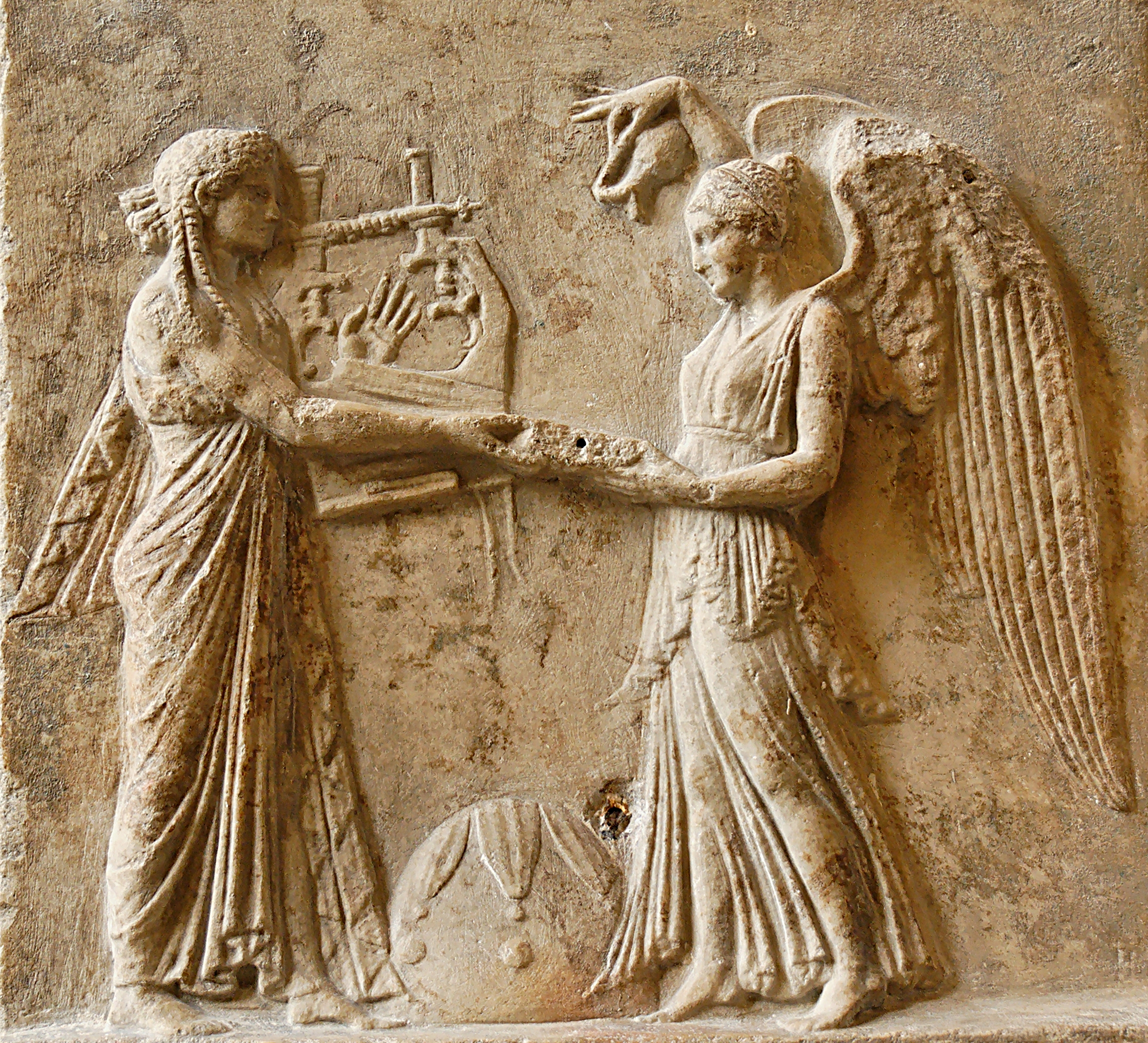
Placa votiva mostrando Apolo e Nike realizando uma libação. Cópia romana de original helenístico. Museu do Louvre

Segundo Demóstenes, Atenas tinha Apolo Pítio como seu ancestral, e ali ele foi sempre cultuado. Um dos festivais mais conhecidos era o da Thargelia, celebrado em Atenas e cidades gregas da Ásia no mês de Targélio, maio. Era basicamente um rito purificatório, às vezes combinado a ritos de fertilidade celebrando as colheitas. Iniciava com a escolha de duas pessoas, que serviriam de bodes expiatórios para a coletividade, os fármacos (pharmákoi), que seriam banidos para sempre, e era necessário que eles oferecessem a si mesmos voluntariamente. Apesar do sacrifício que isso envolvia, os fármacos não ganhavam nenhum respeito da população, ao contrário, eram tratados da forma mais indigna. Recebiam colares de figos secos e eram a seguir expulsos da cidade com pancadas de ramos de figueira, acreditando-se que carregariam com eles todo o mal de lá. Contudo, ganhavam provisões para um ano. Enquanto isso acontecia, se realizava uma procissão onde se apresentavam os frutos da terra entre cantos de hinos a Apolo. É possível que esses frutos fossem consumidos no festival, e que se realizasse ao mesmo tempo um rito em honra a Deméter, mas as fontes não são claras a respeito. Outro festival era o da Pianópsia, quando se levava em procissão geral um ramo de oliveira enfeitado com um tecido de lã e vários tipos de frutos. Várias procissões privadas aconteciam no mesmo momento, e as portas das casas eram adornadas com um ramo semelhante que permanecia ali ao longo de todo o ano, renovado na festa seguinte. O significado exato do festival é obscuro, pode ter sido uma ação de graças pelo bom resultado das colheitas, uma vez que ele era realizado no outono, quando as safras já estavam no fim. Várias casas da Ática possuíam um altar ou um pilar em frente ao pórtico dedicado a Apolo Aguieu, em sua condição de protetor das ruas e do caminho de entrada, e ele era honrado com sacrifícios e preces antes de cada assembléia pública, junto com outros deuses. Quando os atenienses enviavam oficialmente suas oferendas para Delfos, a procissão era precedida de dois homens portando machados, reencenando a lenda que dizia Apolo ter desbravado o terreno para a fundação da cidade e reafirmando o caráter civilizador do deus. Outro festival ateniense era a Bedrômia, que agradecia a assistência de Apolo durante as guerras.

### Delfos

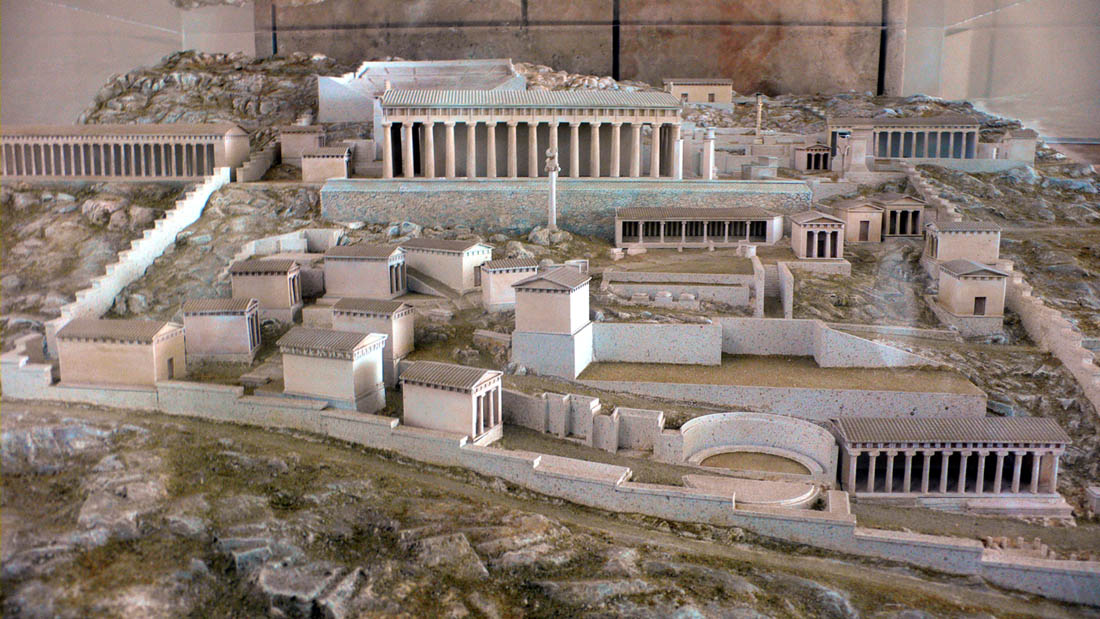
Maquete com uma reconstrução do santuário de Apolo no monte Parnaso

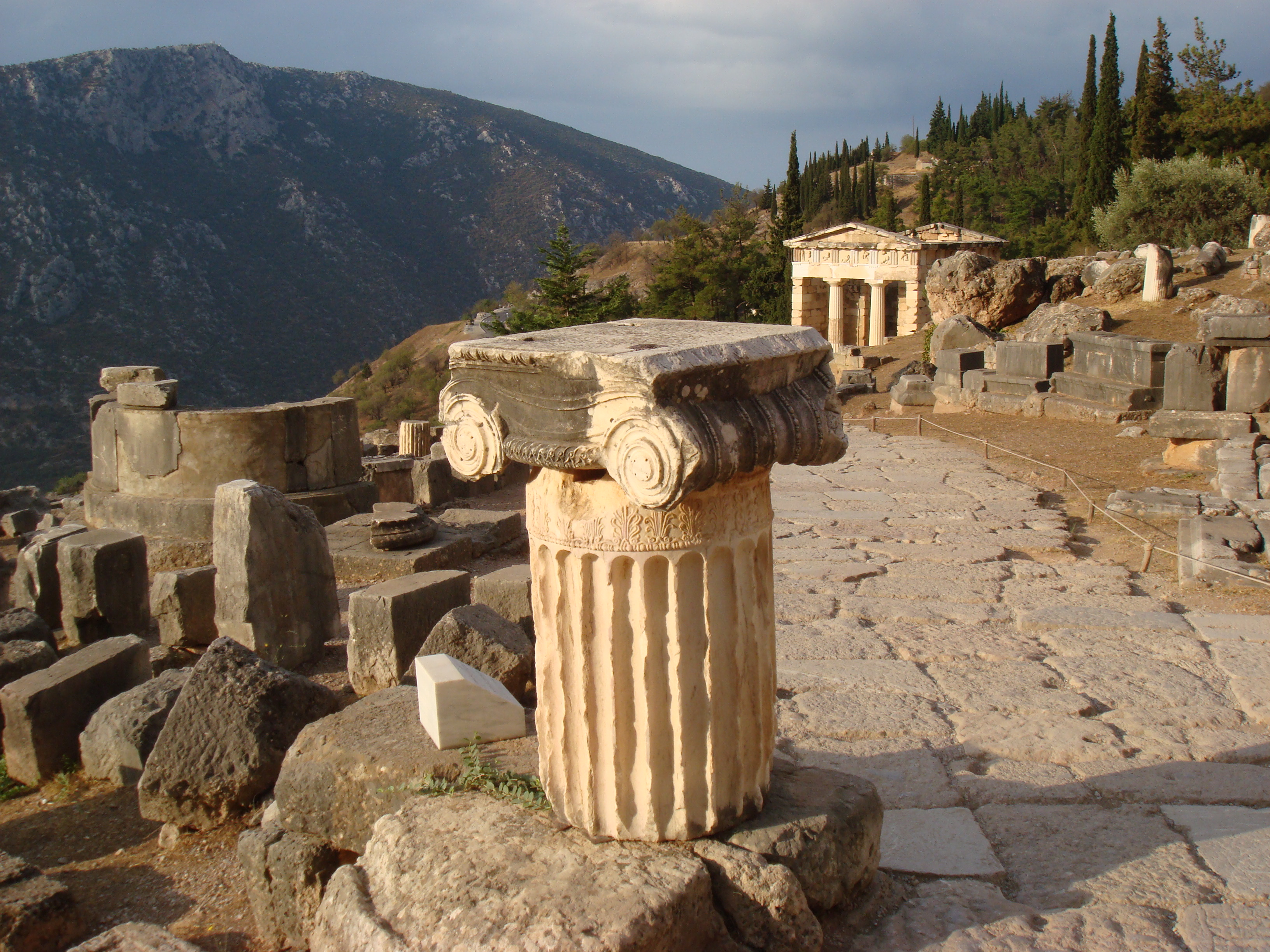
Detalhe das ruínas da Via Sacra de Delfos, com a capela votiva oferecida pela cidade de Atenas ao fundo

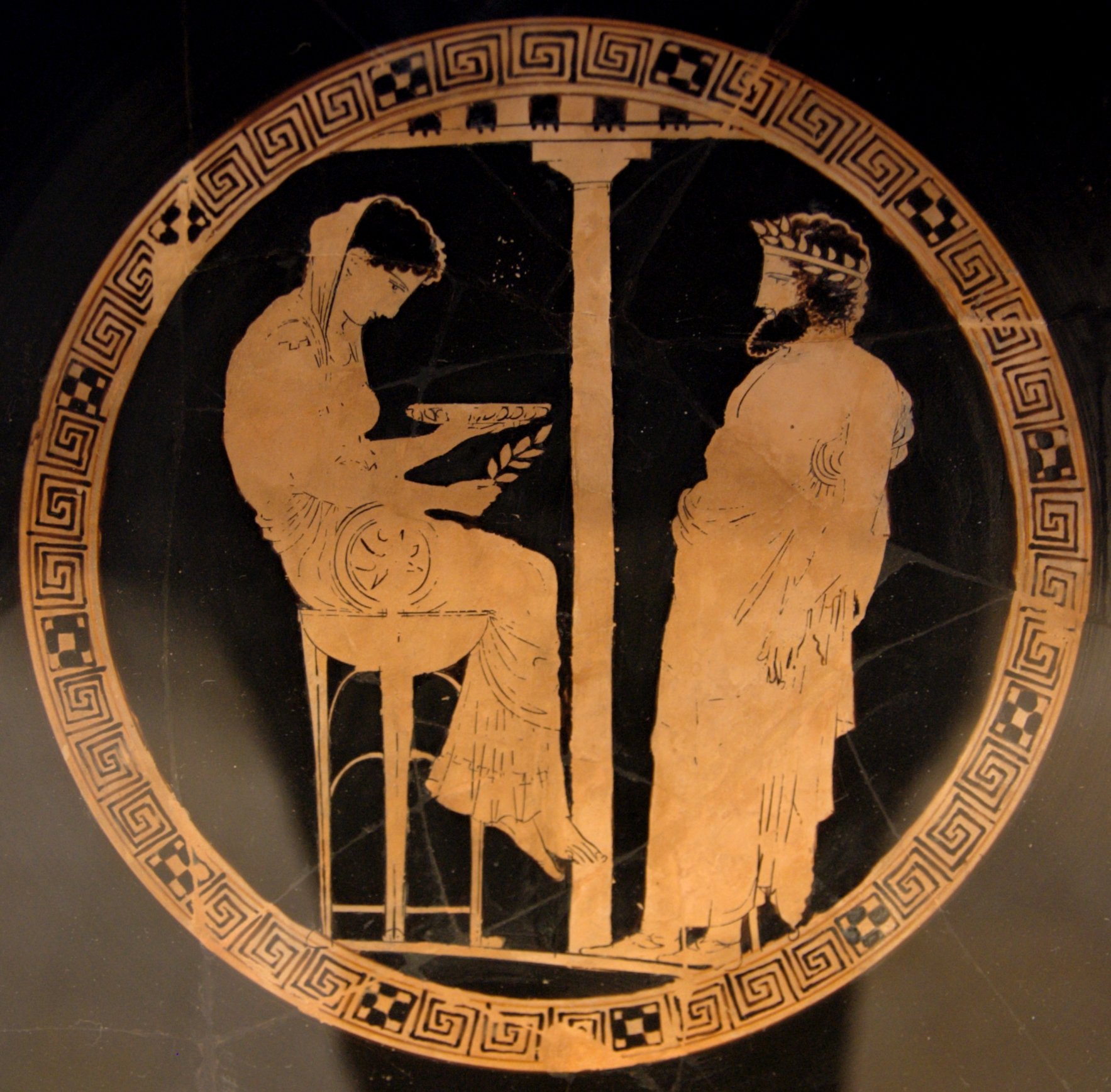
Egeu consultando o oráculo, c. 440–430. Pintura em um vaso etrusco de Vulcos. Altes Museum, Berlim

Algumas versões do mito dizem que desde antes da chegada de Apolo havia um oráculo instalado na encosta do monte Parnaso, consagrado a Gaia, e cuja profetisa era Têmis ou Febe. Mais tarde ele teria passado para a presidência de Posídon, e somente em data relativamente tardia teria sido assumido por Apolo. Essa versão é confirmada pela evidência arqueológica, havendo sido encontrados ali artefatos sacros de data tão antiga quanto c. 1 600 a.C. Tomlinson acredita que Delfos permaneceu como um santuário de âmbito apenas local até o século VI a.C., quando foi dedicado a Apolo e começou a adquirir importância, mas não há consenso entre os historiadores; De Boer & Hale, e também Malkin, fazem sua influência pan-helênica recuar para o século VIII a.C., quando ele já teria sido consultado sobre projetos de fundação de colônias distantes. Ésquilo, que era filho de um sacerdote de Elêusis e ele mesmo um iniciado em seus Mistérios, também suportava essa visão de dedicações sucessivas, e disse que certa vez a pitonisa o havia confirmado. Diodoro Sículo disse a origem da sacralidade do lugar se deve a que certa vez um pastor foi procurar suas cabras perdidas e, entrando numa gruta, ficou inebriado com estranhos vapores e pôde ver o passado e o futuro. Relatando o fato aos seus companheiros, ergueram um altar, pois consideraram os fenômenos como sinal da presença divina, e escolheram uma virgem para assumir a função de profetisa.
O santuário délfico mais recente, quando já era presidido por Apolo, foi construído no fim do século VI a.C., em uma série de terraços interligados por uma Via Sacra, que era usada como caminho de procissões, culminando no terraço do templo propriamente dito, uma estrutura dórica erguida a mando de Clístenes, que foi destruída por uma avalanche no século IV a.C.. Foi então reconstruído no mesmo local uma estrutura idêntica à anterior, financiado por toda a Grécia. Ao longo da Via Sacra foram com o tempo erguidas várias capelas, chamadas de tesouros, por cada cidade grega, e serviam como depósitos das oferendas para Apolo. Algumas eram ricamente ornamentadas, como os tesouros de Sifno e de Atenas. Também foi erguido um muro em torno de toda a área, além de oratórios menores, um estádio, um teatro, casas para os sacerdotes e para as pitonisas, memoriais e outras estruturas.
Os registros históricos relatam que depois da consolidação da presença apolínea as pitonisas - profetisas cujo nome celebrava a vitória de Apolo sobre Píton - eram escolhidas entre as virgens de Delfos, e deviam ter uma reputação imaculada, permanecendo toda a vida consagradas ao deus. Algumas parecem ter sido casadas, mas depois de assumirem sua função rompiam todos os laços familiares e perdiam sua identidade privada. No período de apogeu do oráculo as pitonisas eram de famílias distinguidas, e eram todas possuidoras de uma cultura ampla e refinada. Eram ricas, possuindo grandes propriedades isentas de impostos, podiam assistir cerimônias profanas e usavam coroas de ouro, elementos indicativos de seu imenso prestígio. Nas fases finais de sua atividade o nível cultural e social das pitonisas decaiu muito. As pitonisas proferiam seus oráculos em um estado de transe, sentadas sobre uma trípode que ficava sobre uma fenda rochosa no solo de onde saíam vapores subterrâneos, depois de mascarem folhas de loureiro e beberem água da fonte sagrada. Só profetizavam nove vezes por ano, no sétimo dia após a lua nova. Aristófanes disse que quando a pitonisa proferia o oráculo o loureiro sagrado era agitado em uma encenação orgiástica, e Diodoro mencionou o sacrifício de bodes, cuja presença é documentada por moedas cunhadas em Delfos. Essa forma de divinação não era típica de deuses solares mas era comum a outras divindades ctônicas, e isso parece indicar sua ligação com os cultos primitivos dedicados a Gaia e outras deidades da terra e do mundo subterrâneo. Também foi sugerido que isso indica uma origem cretense ou oriental para o rito. Estudos recentes têm sugerido que certos gases tóxicos emanados de fissuras subterrâneas exatamente no local do templo podem ser uma explicação para a origem do estado alterado de consciência das pitonisas. Elas eram assistidas por uma equipe de sacerdotes e funcionários, que organizavam o funcionamento do templo, recebiam os peregrinos e as embaixadas, interpretavam as palavras muitas vezes obscuras das pitonisas, realizavam sacrifícios e conduziam o canto de hinos e outras cerimônias. Em anos recentes foi desenvolvida uma técnica de estimação de probabilidades e sincronismos futuros, chamada Método Delphi, inspirada pela atividade do oráculo. A técnica é usada especialmente "quando não se possuem dados em quantidade suficiente ou fidedignos para que se possa fazer uma extrapolação ou, ainda, quando existem expectativas de mudanças estruturais nos fatores determinantes do desencadeamento futuro".

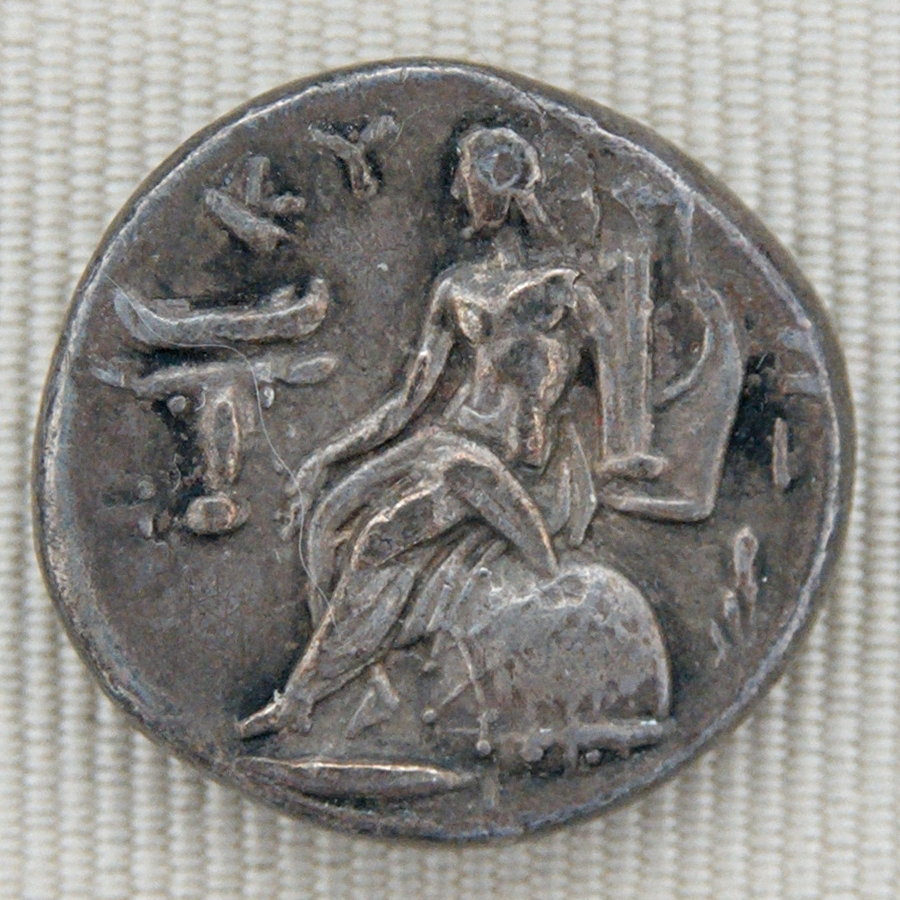
Tetradracma de prata cunhada em Cízico em c., em que aparece Apolo sentado sobre o ônfalo de Delfos, verdadeiro trono de seu império. Gabinete de Medalhas

Delfos era considerada o centro do mundo e o umbigo da Terra estava dentro do templo, simbolizado pela pedra do ônfalo (umbigo). Desta forma Delfos era uma imagem de estabilidade numa cultura definida por um aglomerado de cidades e grupos étnicos independentes, e estruturava toda a cosmografia grega num plano de círculos concêntricos de graus decrescentes de civilização que era reproduzido em escala menor em cada pólis. Os gregos viviam no círculo central, e para eles além viviam os estrangeiros, seguidos pelos bárbaros, os selvagens e finalmente os monstros. Envolvendo o mundo conhecido havia um círculo cósmico formado pelas águas infinitas do oceano, de onde se originavam os quatro ventos e onde residiam os povos míticos. A cada inverno Apolo viajava até os país dos Hiperbóreos, que segundo algumas lendas haviam ajudado o deus na fundação de Delfos, um povo eterno e não sujeito aos males da humanidade e que Heródoto considerava todo composto por sacerdotes de Apolo. Esta peregrinação mítica era um símbolo da sucessão das estações, regidas pelo deus através do deslocamento aparente da posição do sol no céu ao longo do ano, e criava um elo entre o mundo dos homens e as forças dos mundos superiores.
O Oráculo de Delfos se tornou o grande árbitro e legislador de toda a Grécia. Não tomava a iniciativa de impor regras ou políticas, mas quando surgia alguma questão delicada as cidades frequentemente o consultavam, para resolver disputas e guerras, quando desejavam criar legislação ou fundar colônias, e quando precisavam instrução sobre saúde e bem-estar coletivos na emergência de pragas e outras calamidades, quando o deus informava sobre os ritos purificatórios e sacrifícios necessários para afastar o mal. Também impunha penalidades para maus governantes e regulava os requisitos para admissão em cargos públicos. Suas decisões eram geralmente acatadas, e quando não o eram, desastres imprevistos podiam suceder. O oráculo adquiriu tamanha autoridade e o respeito de todos os gregos não apenas porque era a voz de um deus, mas porque conseguiu se manter relativamente neutro em todos os conflitos públicos que administrou. Para os indivíduos, suas respostas incentivavam a reflexão e o autoexame. O santuário permaneceu em atividade ao longo dos períodos helenista e romano, e o oráculo foi consultado e respeitado até o século II d.C., mas com a progressiva penetração do cristianismo caiu em abandono. Foram feitas algumas tentativas de restaurá-lo, mas com a conversão do Império Romano ao cristianismo elas perderam o sentido. O imperador Juliano, o Apóstata, tentou revitalizá-lo em torno de 360 d.C. quanto quis restaurar o paganismo no império, mas então o próprio oráculo falou aos enviados imperiais: "Digam ao imperador que minha casa ruiu até o alicerce. Apolo já não mora aqui, nem a luz de sua profecia, e a água de sua fonte secou".

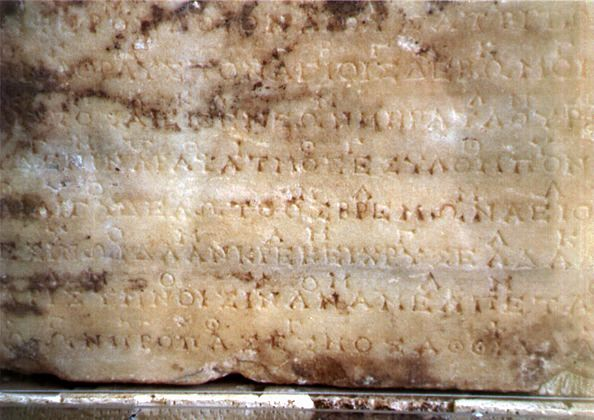
Inscrição com o Segundo Hino Délfico

A maior festividade em Delfos era os Jogos Píticos, celebrados a cada quatro anos em honra a Apolo, Leto e Ártemis, e segundo a lenda haviam sido instituídos pelo próprio Apolo. Era uma das maiores celebrações pan-helênicas, incluía competições atléticas, teatrais, poéticas e musicais, e também se faziam concursos de pintura e escultura. As competições artísticas eram as mais importantes, e em certos períodos parece que os jogos atléticos foram suprimidos. As festividades duravam vários dias e atraíam muitos estrangeiros, e todas as cidades gregas enviavam oferendas para Apolo. Não sobrevivem relatos detalhados sobre os Jogos Píticos, mas se presume que tenham sido acompanhados também de procissões, sacrifícios e purificações públicas, como nos outros Jogos. Seus vencedores recebiam como prêmio um barrete feito de folhas de loureiro, junto com um ramo de palmeira, e eram eternizados com a ereção de uma estátua sua. A celebração dos Jogos Píticos perdurou enquanto o oráculo esteve em atividade. Outras cidades da Grécia, onde havia culto de Apolo, também instituíram pequenos Jogos Píticos. Sobrevivem duas peças de música dedicadas ao Apolo Délfico, dois hinos encontrados em inscrições em pedra no santuário, mas não se sabe como eram executados. A transcrição da notação musical grega ainda tem muitas incógnitas, além disso estão em forma fragmentária, e a reconstrução de que se dispõe hoje das melodias é conjetural. De qualquer forma estão entre as mais antigas partituras conhecidas no ocidente. O primeiro hino foi escrito por um ateniense anônimo em torno de 138 a.C., e foi descoberto em 1893 por Pierre de Coubertin. O segundo hino foi composto por Limenios, em torno de 128 a.C.
Música do Primeiro Hino Délfico (versão midi)
Primeiro Hino Délficoⓘ

### Em Roma

Apolo em mosaico romano da Tunísia,

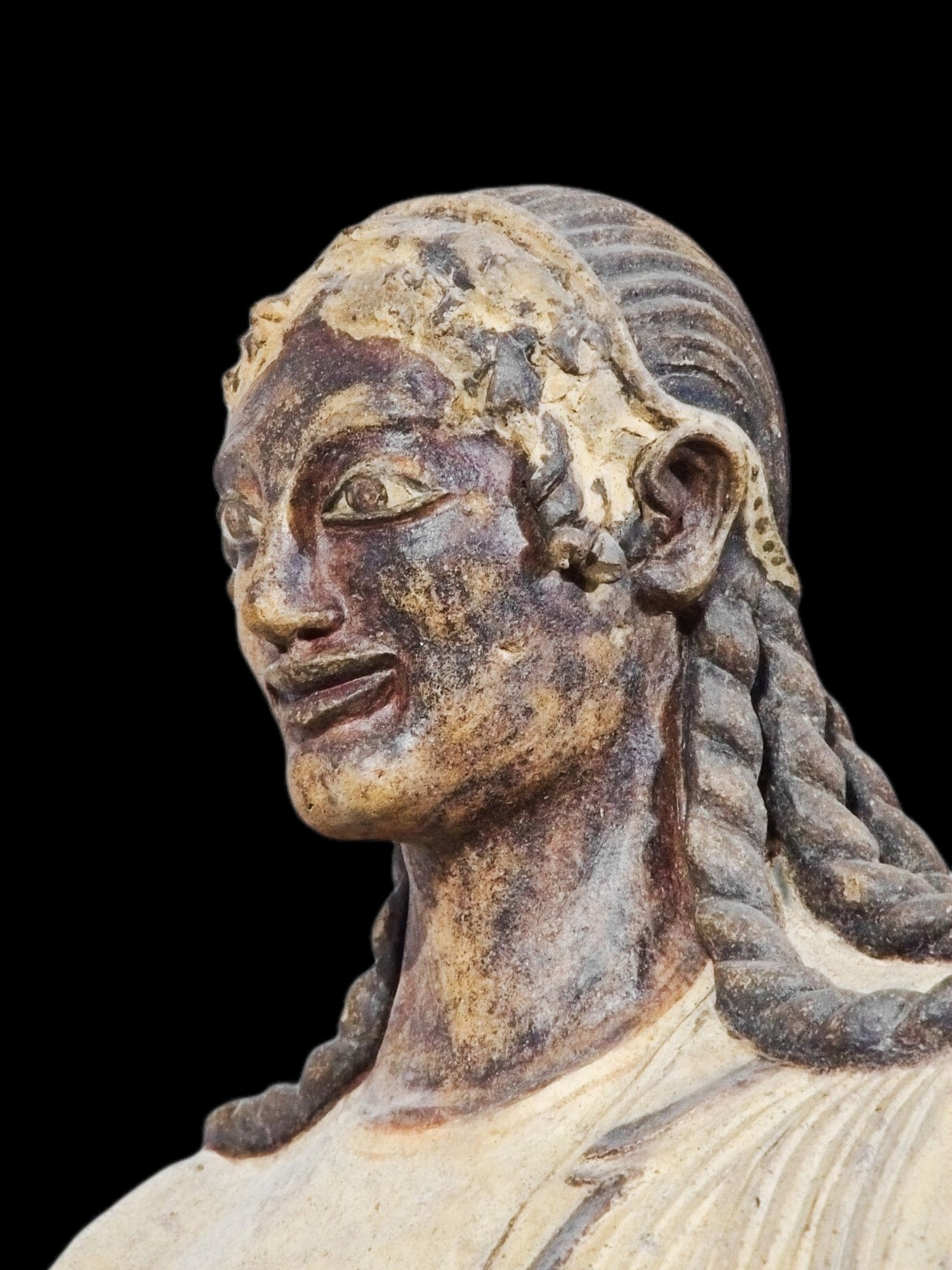
Vulca: detalhe do Apulu de Veios, c. Museu Nacional Etrusco, Roma

Apolo era conhecido pelos romanos desde uma idade recuada, e ainda durante o reinado o Oráculo de Delfos já era consultado, mas seu culto só foi instituído em Roma no ano de 430 a.C., quando ele foi invocado para evitar uma praga, construindo-se um templo nos Campos Flamínios dedicado a Apolo Sosiano. Um segundo templo foi erguido em 350 a.C., e durante a II Guerra Púnica foram instituídos Jogos Apolíneos. Mas Apolo não conheceu grande popularidade entre os romanos senão durante o império de Augusto, que colocou a si e ao Estado sob sua proteção, homenageou-o instituindo Jogos quinquenais, ampliando seu templo e doando-lhe riquezas conquistadas na Batalha de Áccio, além de construir-lhe um novo templo no Palatino, que se tornou a sede da culminação dos Jogos seculares celebrados no ano 17 para comemorar o início de uma nova era, quando o poeta Horácio celebrou Apolo e sua irmã Diana (Ártemis) acima de todos os deuses romanos. Também teve templos romanos em Megalópolis, Ortígia, Figaleia, Corinto e Delos, entre outros locais. Seu culto espalhou-se pela maior parte da área de influência do Império Romano, e foi identificado com vários deuses regionais associados à cura, especialmente celtas.

### Na Etrúria
Apolo era conhecido pelos etruscos sob os nomes de Apulu ou Aplu. Até onde se pôde descobrir, dada a ausência de testemunhos literários, teve um papel importante na religião etrusca, e seus atributos eram em tudo semelhantes aos gregos. Não são conhecidas muitas representações, mas sobrevive uma estátua de Apulu em terracota policroma em tamanho natural de qualidade superior, o chamado Apulu de Veios, criada talvez pelo escultor Vulca para os romanos em torno de 510 a.C. Encontrada em 1916, foi de grande importância para a reavaliação da arte etrusca no século XX. Plínio, o Velho, a descreveu como a mais bela estátua de seu tempo, e que era mais estimada do que ouro.

### Epítetos e títulos de culto
Apolo, como outras deidades, tinha diversos títulos, que lhe eram aplicados para refletir a diversidade de seus papéis, obrigações e aspectos. Aqui segue uma lista parcial, que exclui epítetos toponímicos.
- Epítetos gregos

Aguieu, protetor da entrada das casas; Loxias, oblíquo, pelos oráculos ambíguos; Hélio, o sol; Egletes, radiante, Febo, brilhante; Lício ou Liceu, luminoso; matador de lobos, ou Licégena, nascido de uma loba ou nascido na Lícia; Acestor, Acésio, Alexícaco, Apotropeu, Iatromante, Epicuro, Paian, todos ligados à sua capacidade de prover a saúde e afastar o mal; Mântico, profeta; Arcágeta, diretor da fundação, por ser fundador das muralhas de Mégara; Esminteu, caçador de ratos; Nômio, andarilho; Delfínio, do útero, que associa Apolo com Delfos; Pítio, por ter morto a Pìton; Genétor, gerador, produtor de frutos (em grego, também "spérmios"). Era associado ao atributo de regente da Idade Dourada. Parnópio, salta-montes; Carneios, chifrudo; Afétoro, deus do arco; Argirotoxo, do arco de prata; Hecergo ou Hecébolo, que atira longe, referindo às suas flechas; Ninfágeta, líder das ninfas; Clário, doador de terras, por sua supervisão sobre as cidades e colônias; Muságeta, líder das musas.
- Epítetos romanos

Médico; Febo, brilhante; Averrunco, aquele que afasta o mal; Culicário, o que afasta os mosquitos; Articenens, o que leva o arco; Coelispex, o que observa o céu; Lesquenório, porque presidia as assembleias poéticas e musicais e as reuniões das musas.
- Epítetos celtas

Atepômaro, grande ginete, ou dono de um grande cavalo; Beleno, belo ou brilhante; Grano, Vindônio, brilhante; Borvo, quente, borbulhante, patrono das fontes termais; Maponos, grande mancebo, filho divino; Morigasto, marítimo; Oenghus, mancebo; Mac ind Óg, jovem filho, e na literatura arturiana ele sobreviveu chamado de Mabon, Mabuz e Mabonagrain.

### A revitalização do culto de Apolo

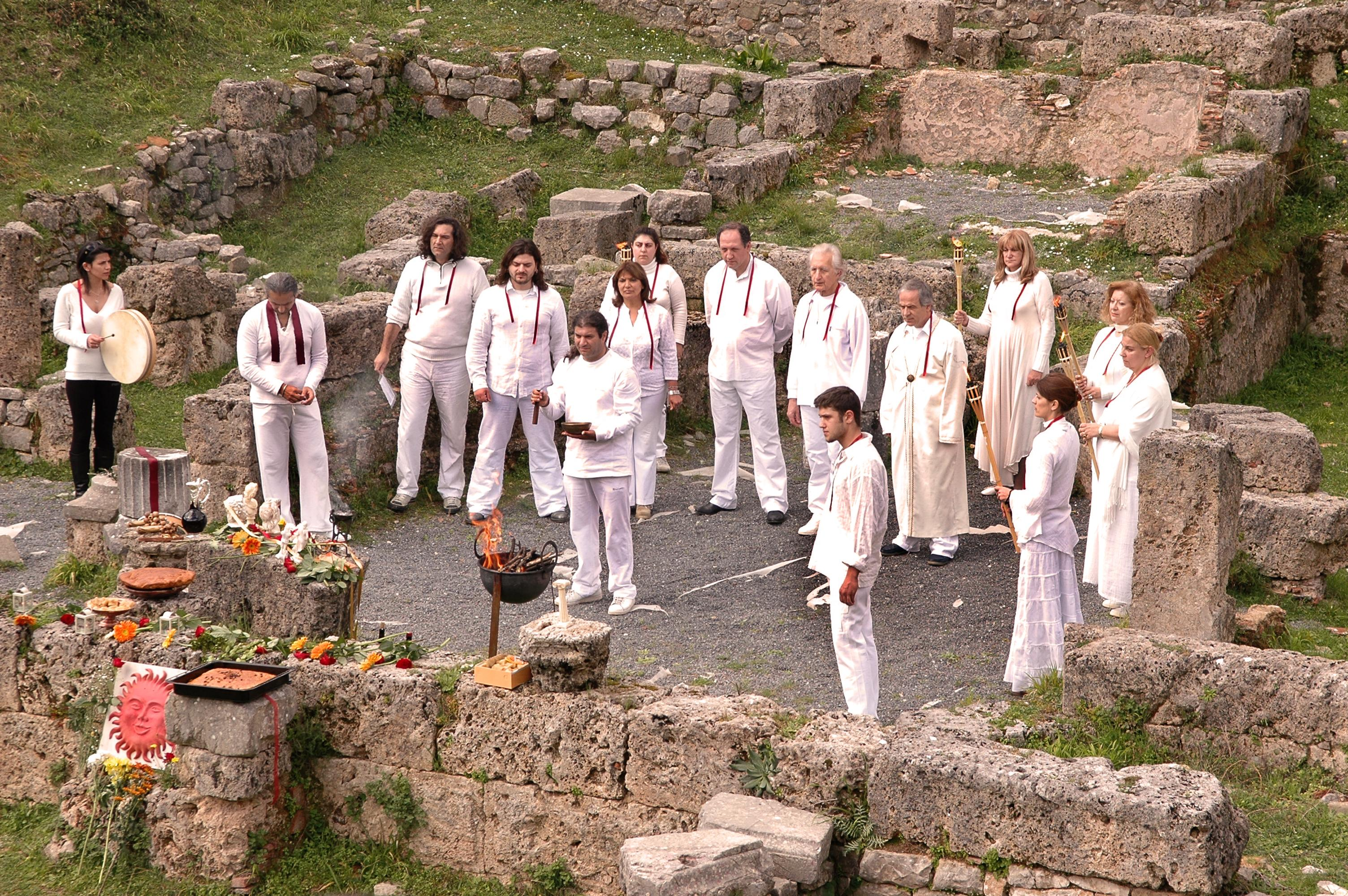
Ritual neopagão, 2007, Grécia

Além da importante presença simbólica de Apolo no mundo de hoje, já abordada na seção sobre seu mito, deve ser mencionada a recente ressurgência do seu culto efetivo através da proliferação de credos neopagãos na cultura Nova Era. Já existe uma série de ritos estabelecidos para este novo culto de Apolo, e Vasilios Makrides nota que setores conservadores da Igreja Ortodoxa grega estão atualmente a denunciar um suposto projeto "oficial" de paganização da Grécia, tornado evidente para eles através da renovação do ensino da mitologia e da introdução de literatura neopagã nas escolas, da atribuição de nomes de deidades pagãs para ruas e parques públicos, da ereção de estátuas de Apolo e outros deuses na Academia de Atenas, da emissão de selos como efígies de deuses, da organização de festivais revivalistas em Delfos e da criação ali de um centro cultural internacional para a promoção do espírito délfico de cooperação internacional, apenas para citar algumas das medidas adotadas de fato pelas instâncias governamentais gregas. Diversos pregadores ortodoxos têm protestado também contra a introdução de elementos pagãos nas Olimpíadas recentes, e já houve enfrentamentos violentos entre ambas as facções, que tiveram de ser administrados pelo poder público, o que parece provar que o neopaganismo já se torna, na Grécia contemporânea, uma força social de significativa influência.
Tais cultos neopagãos fazem em linhas gerais uma crítica ao monoteísmo cristão-judaico e propõem uma ressacralização do mundo natural e uma reintegração do homem a ele de uma forma espontânea, desvestida de um dogmatismo religioso que julgam limitador da plena expressão da natureza humana como ela é e da percepção do divino em todo o mundo manifesto.
Para Alain de Benoit o Paganismo moderno prima pela tolerância e respeito pelas diferenças, e antes do que constituir um passadismo romântico ou uma utopia - apesar de muitas de suas manifestações atuais serem, para ele, ingênuas, quando não patéticas - se baseia numa concepção não-linear da história, numa escolha deliberada por uma vida mais autêntica, integrada e harmoniosa, num desejo de corrigir a oposição dualista entre homem e Deus que contamina o monoteísmo, trazendo o divino para o mundo do cotidiano, e aponta para a efetiva eternidade dos mitos e da vida que eles animam.

## Representações

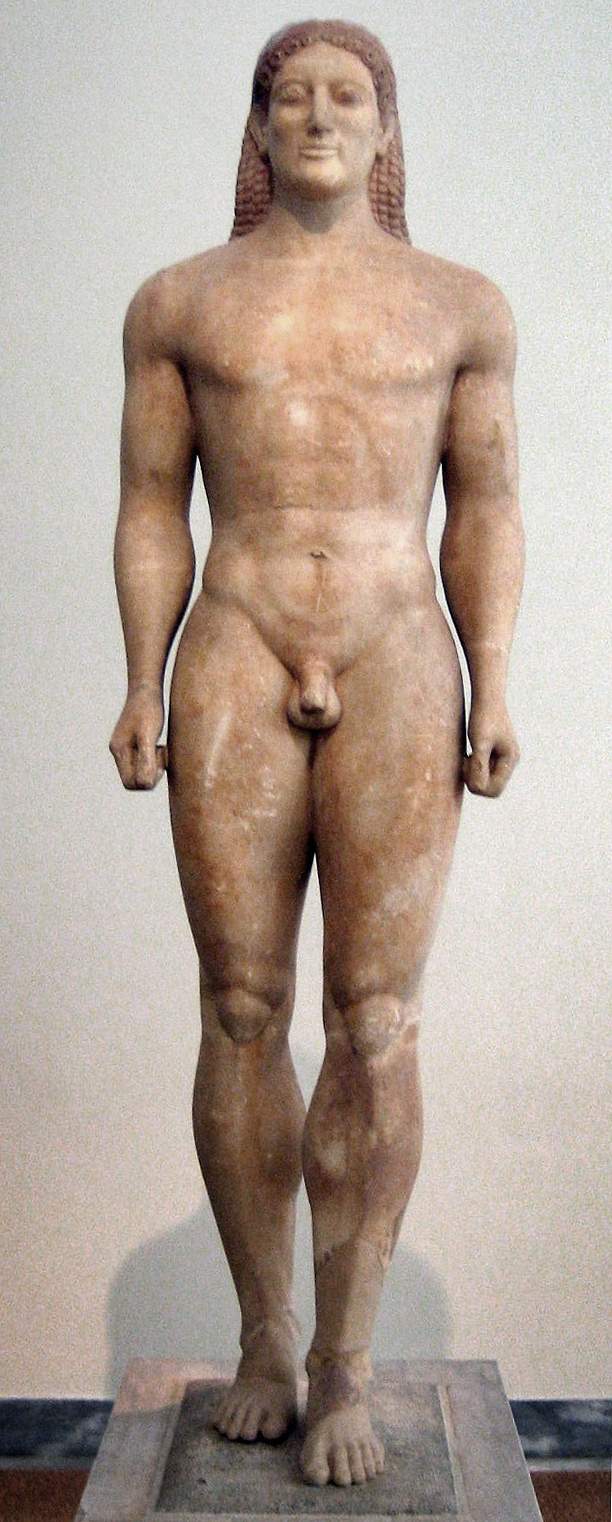
O Kouros de Anavissos, um representante típico desta tipologia escultórica, c., Museu Arqueológico Nacional de Atenas

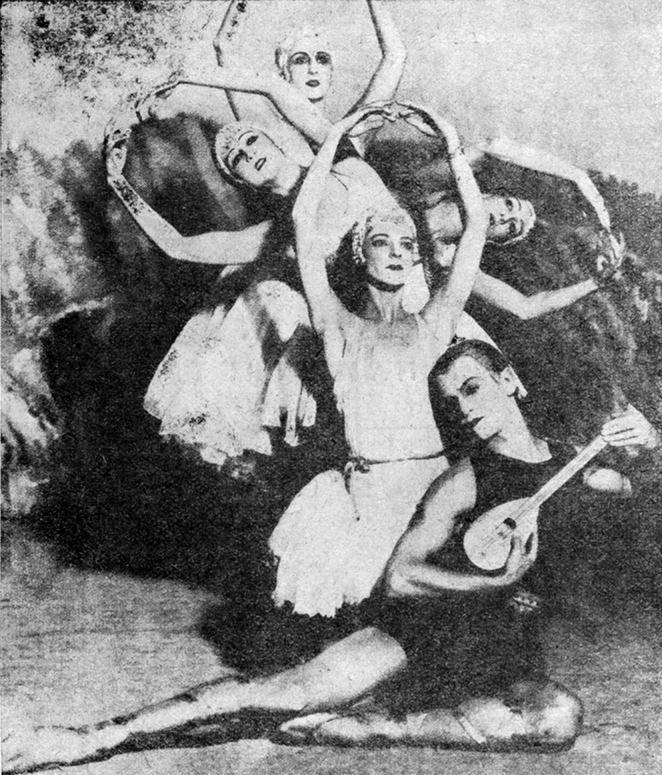
Cena do bailado Apollon Musagète, de Stravinsky, encenado em 1928 pelos Ballets Russes de Diaghilev. Na foto, os bailarinos Serge Lifar, Danilova, Chernysheva, Dubrovska e Petrova

As estátuas e pinturas de Apolo o mostram como um homem jovem, no auge de sua força e beleza. Muitas vezes está nu, ou veste um manto. Pode trazer uma coroa de louros na cabeça, o arco e flechas, uma cítara ou lira nas mãos. Às vezes a serpente Píton também é representada, ou algum outro de seus animais simbólicos, como o grifo e o corvo. Nas pinturas e mosaicos pode ter uma coroa de raios de luz ou um halo. Suas primeiras representações conhecidas datam do século VIII-VII a.C., onde ele aparece esquematicamente, sob a forma de um pilar cônico de pedra, sob o epíteto de Apolo Aguieu, o protetor dos caminhos, ou na forma de uma herma, em geral um pilar com uma cabeça no topo. Em Esparta foi encontrada uma imagem única, desaparecida em tempos modernos, um relevo que o representava com quatro braços e quatro orelhas, segurando em cada mão um manto, um ramo de oliveira, um arco e uma pátera. Também são conhecidos relatos literários de estátuas primitivas em madeira e estatuetas em bronze.
Representações mais acabadas aparecem em meados do século VI a.C., entre elas uma estátua criada por Dipeno e Escílis, seguindo a tipologia abstratizante do kouros do período arcaico, e nesta época ele já estava firmemente associado com os ideais de beleza, juventude, força e virtude sintetizados no conceito da kalokagathia. De fato é possível que a simbologia apolínea tenha desempenhado um papel determinante na cristalização de toda a tipologia do kouros, e exercido assim uma influência central para toda a evolução subsequente da representação masculina na escultura grega. Apenas do sítio arqueológico do santuário de Apolo Ptoos na Beócia foram recuperados cerca de 120 kouroi. O Apolo arcaico mais célebre foi uma estátua em mármore produzida por Cânaco para o templo de Dídimos perto de Mileto, em torno do fim do século VI a.C. Na invasão persa foi capturada e levada para Ecbátana, sendo devolvida depois. Diversas moedas mostram essa estátua, e possivelmente foi reproduzida em bronze em tamanho menor. O conhecido Apolo de Piombino pode tratar-se de uma dessas cópias.
Do período severo, em sequência, sobrevivem algumas obras muito significativas, o Apolo Alexícaco, o que afasta o mal, de autoria de Cálamis, o Apolo de Mântua, atribuído a Hegias, e o Apolo do Mestre de Olímpia, instalado no frontão do templo de Zeus em Olímpia, já mostrando um trabalho de observação da anatomia humana muito mais detalhado. Algumas peças deste período também introduzem variações na figura, cobrindo-o de mantos que escondem sua nudez. Poucas evidências restam do período do alto classicismo, sabe-se que Fídias produziu vários Apolos, mas não chegaram a nossos dias, salvo o Apolo de Cassel e o Apolo do Tibre, cuja atribuição não é totalmente garantida, mas dos períodos clássico tardio, helenista e romano os museus guardam diversas peças, entre elas o célebre Apolo Belvedere, de Leocares, talvez a mais afamada de todas as estátuas de Apolo, o Apolo Sauróctono e o Apolo Liceu, de Praxíteles, e várias versões do Apolo Citaredo, das quais são importantes as dos Museus Capitolinos, do Museu Britânico, da Gliptoteca Ny Carlsberg, do Museu Pergamon e do Museu Nacional Romano. Também são notáveis as representações pictóricas do deus, encontradas em grande número de vasos de todos os períodos, ilustrando vários episódios de seu mito. Sua figura, através da expansão helenística para o oriente, foi uma influência na cristalização da iconografia do Buda desenvolvida pela escola de Gandara, na Índia.
Depois de um eclipse ao longo da Idade Média, no Renascimento voltou a ser representado com frequência, em todos os ramos da arte e da literatura, e continua a sê-lo nos dias de hoje. Entre os pintores célebres que deixaram obras sobre ele se contam Andrea Mantegna, Lucas Cranach, Piero Pollaiuolo, Dosso Dossi, Palma il Giovane, Rafael Sanzio, Giovanni Battista Tiepolo, Pompeo Batoni, Claude Lorrain, Diego Velázquez e José de Ribera. Entre os escultores, Baccio Bandinelli, Adriaen de Vries, Gian Lorenzo Bernini, Nicolas Coustou e Jean-Antoine Houdon. Cite-se também alguns exemplos literários - além dos poetas clássicos mencionados antes: Friedrich Schiller, Jonathan Swift, e Camões escreveram poemas para ele; foi citado várias vezes em obras de Dante Alighieri, Lope de Vega, Shakespeare, Cervantes, Chesterton, Alexander Pope, John Milton, Coleridge, Charles Dickens, Victor Hugo, Nathaniel Hawthorne e Oscar Wilde, entre muitos outros. Na música apareceu nas óperas L'Orfeo de Claudio Monteverdi, La descente d'Orphée aux enfers de Marc-Antoine Charpentier, Apollo e Dafne de Haendel e Apollo et Hyacinthus de Mozart, e no bailado Apollon Musagète de Igor Stravinsky, entre outras peças. O deus é invocado ainda hoje quando os médicos fazem o Juramento de Hipócrates, e seu nome é usado atualmente para identificar uma infinidade de empresas, casas de espetáculo, instituições e produtos comerciais em todo o mundo. É nome de pessoas e famílias, de um grupo de asteroides, de cidades - Apolo (Bolívia), Apollo (Pensilvânia) -, de uma borboleta (Parnassius apollo), de uma proteína humana e de uma variedade de aspargo, e o conhecido programa espacial norteamericano Apollo foi denominado à lembrança do deus grego.
Deixa, Apolo, o correr tão apressado,

Não sigas essa Ninfa tão ufano,

Não te leva o Amor, leva-te o engano

Com sombras de algum bem a mal dobrado.

E quando seja Amor será forçado,

E se forçado for, será teu dano:

Um parecer não queiras mais que humano,

Em um Silvestre adorno ver tornado.

Não percas por um vão contentamento

A vista que te faz viver contente:

Modera em teu favor o pensamento.

Porque menos mal é tendo-a presente,

Sofrer sua crueza, e teu tormento,

Que sentir sua ausência eternamente.
— Camões, Soneto XXXXIX, centúria III

## Galeria

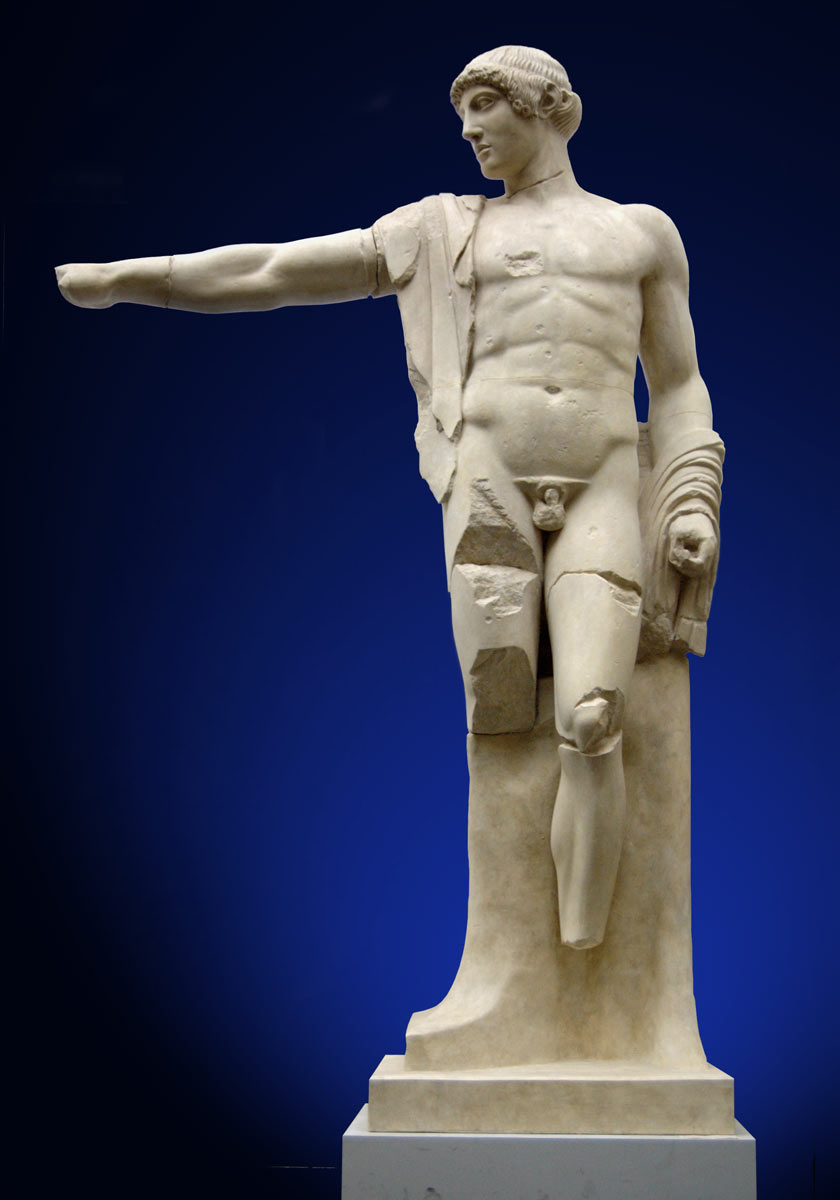
Apolo do Mestre de Olímpia, c. 470−457 a.C. Museu Arqueológico de Olímpia
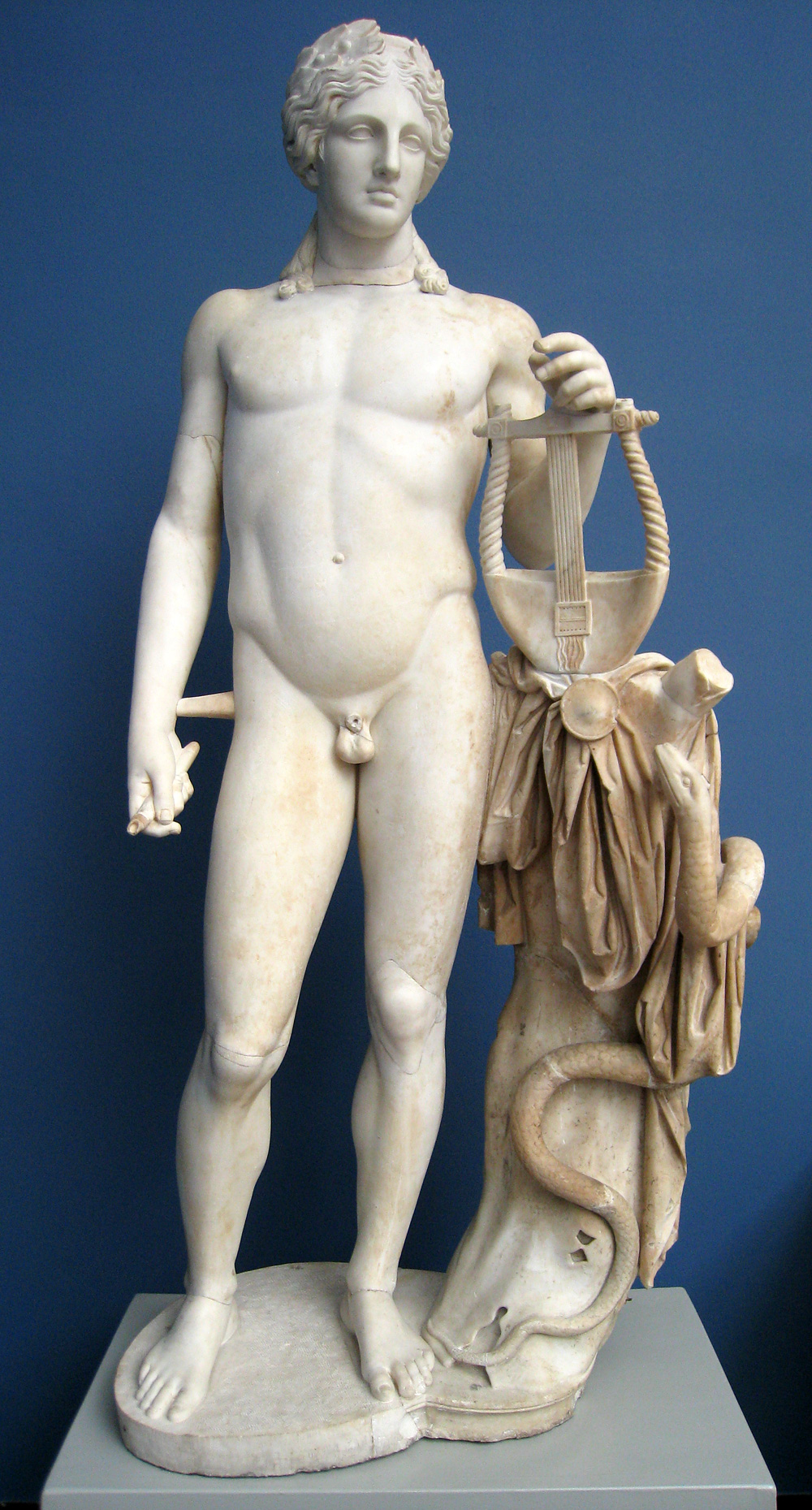
Apolo citaredo, obra romana, c. 150 d.C. Gliptoteca Ny Carlsberg, Copenhagen
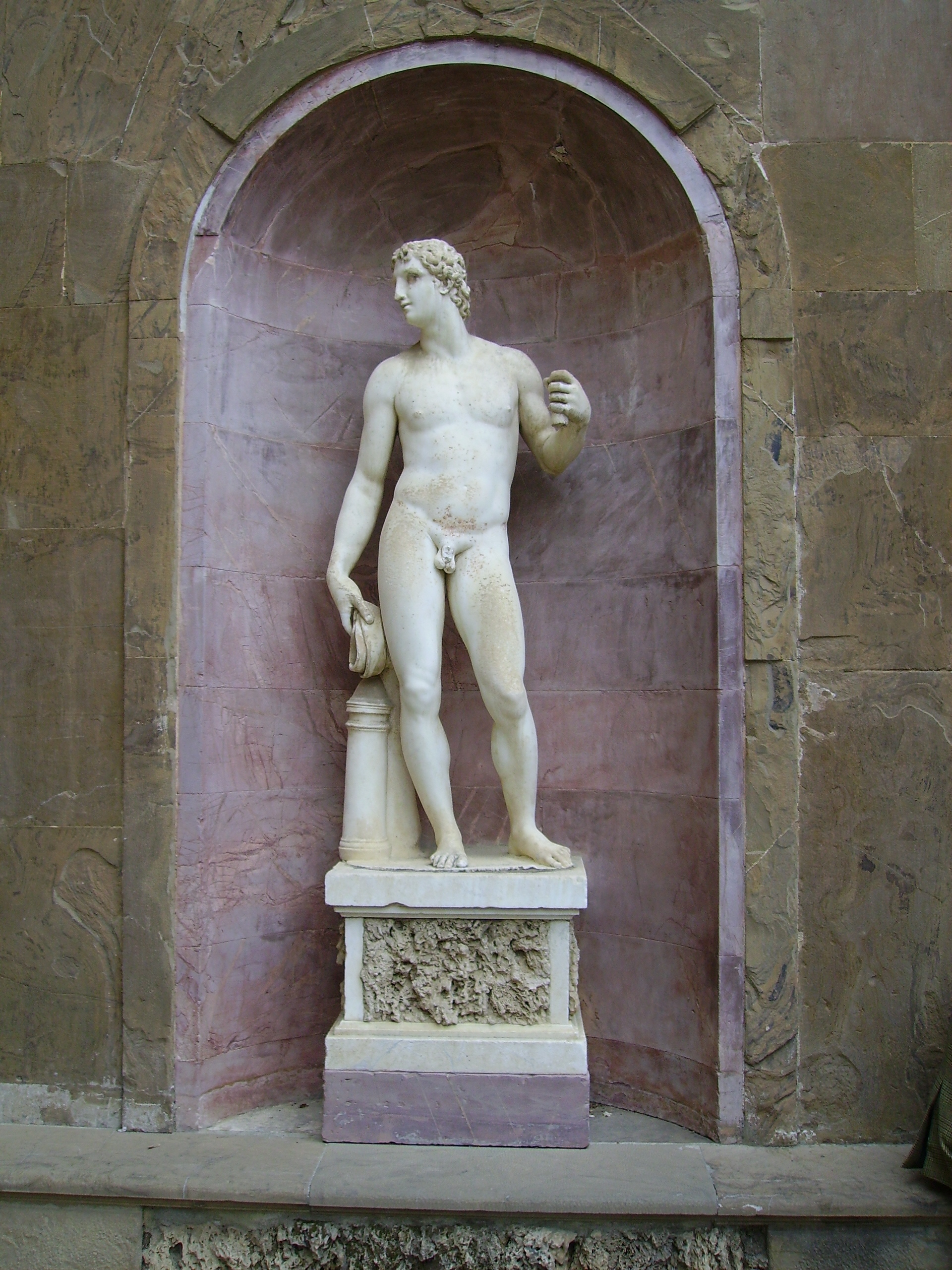
Baccio Bandinelli: Apolo, 1552-1556 Palácio Pitti, Florença
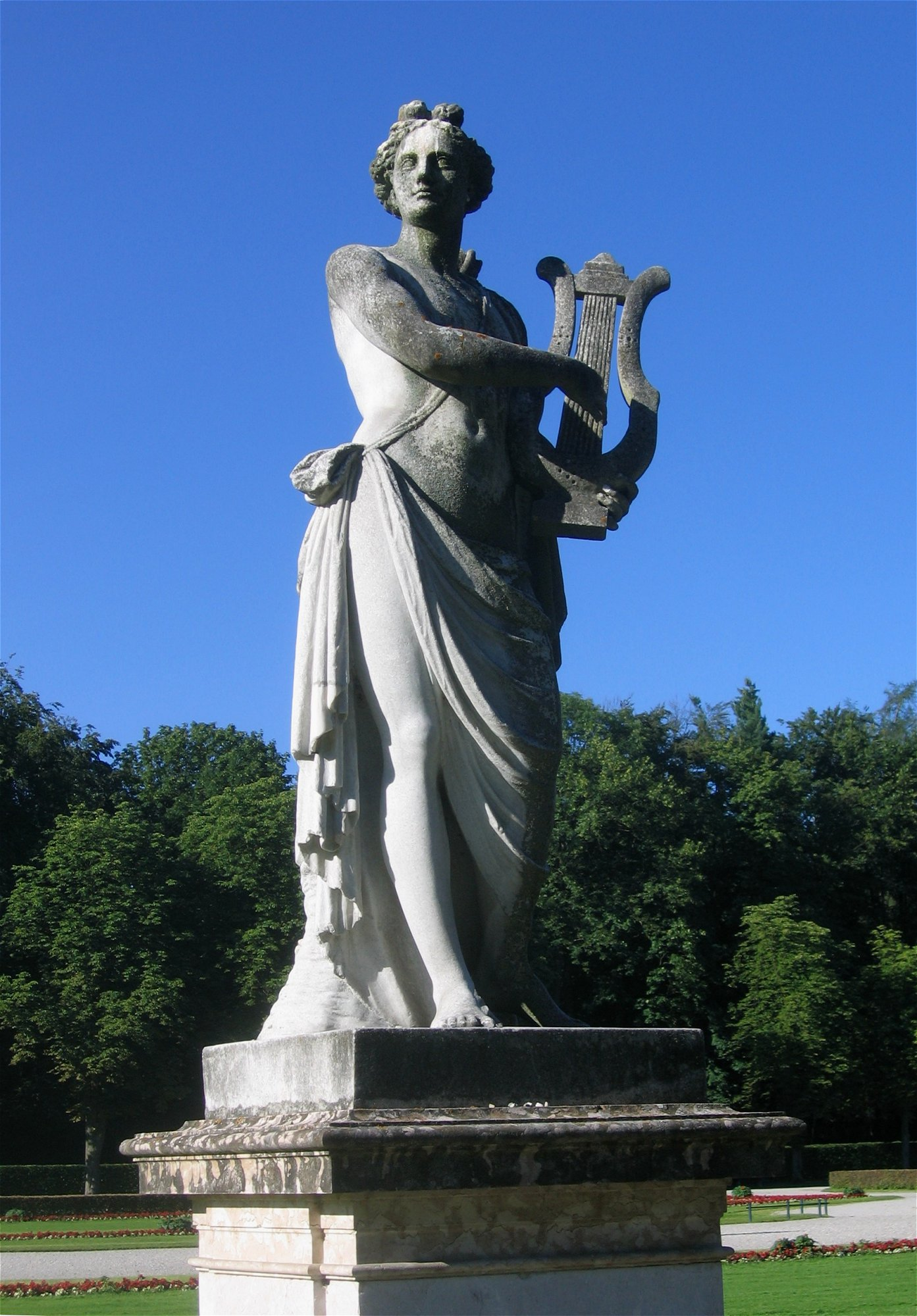
Anton Boos: Apolo com a cítara, 1785, Schloss Nymphenburg
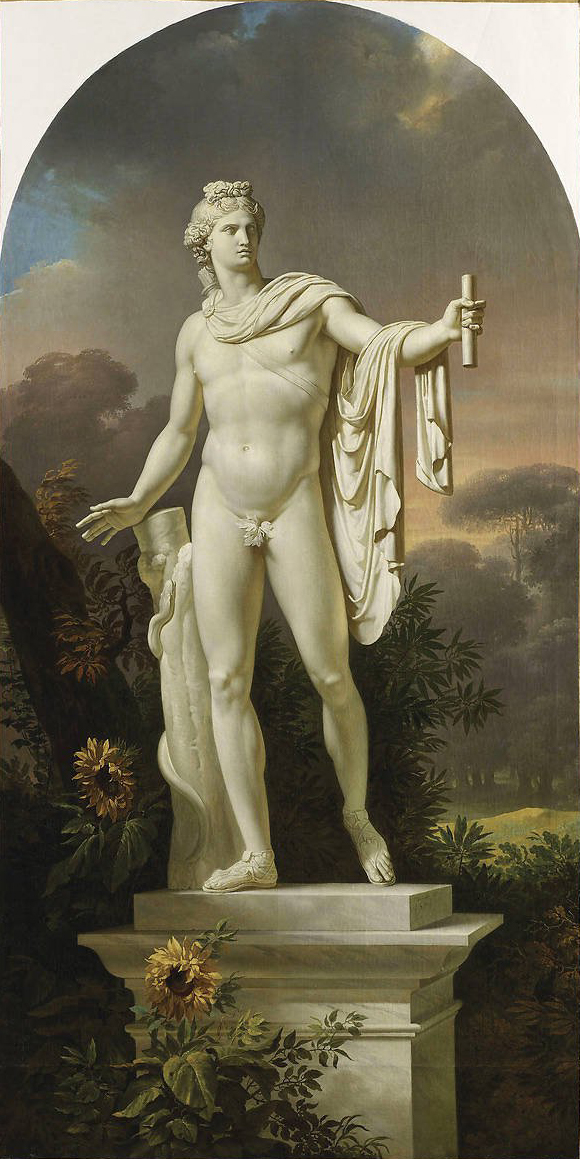
Charles Meynier: Apolo de Belvèdère Museu da Revolução Francesa